# DEEN
DEEN（ディーン）は、ボーカル池森秀一、キーボード山根公路を中心に1993年に結成された日本のロックバンドで、1990年代に一大ブームを巻き起こした元ビーイング系列バンドである。
2023年3月時点でCD総売上枚数は1,500万枚を超えている。

## 来歴

### 1993年 - 1999年 1stシングル、1stアルバムが共にミリオンヒット
1993年3月10日に1stシングル「このまま君だけを奪い去りたい」でデビュー。ミリオンヒットを記録する。この年、他3枚のシングルをリリース。
1994年6月22日リリースの5thシングル「瞳そらさないで」が初のオリコン1位で2作目のミリオンヒットとなり、1stアルバム『DEEN』も150万枚を越える大ヒットを記録する。1stシングルと1stアルバムが共にミリオンヒットを記録したのは、史上初のことだった。
1995年6月19日にメンバー初の作詞・作曲7thシングル「未来のために」を発表、オリコンチャート1位を記録する。また、この曲で初めてテレビ出演を果たす。そして、日本テレビ系列の番組（劇空間プロ野球）のテーマ曲にも使用された。またMXテレビの「東京NEWS」のテーマ曲にも使用され、1日の半分の時間に最低15分毎に流れるようになった（その後オープニング直後のみになる）。
1996年4月15日にリリースした9thシングル「ひとりじゃない」が、フジテレビ系アニメ「ドラゴンボールGT」のエンディングテーマとなる。
1997年に「銀色の夢 〜All over the world〜」が長野オリンピックのボランティア公式サポートソングとして採用される。5月27日リリースした12thシングル「君がいない夏」がアニメ「名探偵コナン」のエンディングに。12月17日にリリースした13thシングル「夢であるように」がPlayStation用ソフト「テイルズ オブ デスティニー」のテーマソングとなる。ちなみに同ゲーム内にDEEN本人達が出演している。
1998年2月18日に14thシングル「遠い空で」を、3月18日にオリコン1位を獲得した初のベスト・アルバム『SINGLES+1』を、5月27日に15thシングル「君さえいれば」をリリース後、B-Gram RECORDSからBMGジャパンのビーイング専用レーベルのBERG レーベルへ移籍。11月18日に16thシングル「手ごたえのない愛」、12月16日に4thアルバム『The DAY』リリース。

### 2000年 - 2005年 ビーイングから離脱、デビュー10周年
2000年5月24日にメンバーによる初の全楽曲、セルフプロデュースの作品、5thアルバム『'need love』をリリースする。
2001年6月6日に初のバラードベストアルバム、『Ballads in Blue〜The greatest hits of DEEN〜』をリリースする。韓国国内版の映画『猟奇的な彼女』の挿入歌にDEEN名義で「ANOTHER LIFE」（英詞版）が起用。日韓共同製作・同時リリースアルバム「PROJECT 2002 The Monsters」にDEEN、SHU&Positionで参加。
2002年3月6日に坂本九の「見上げてごらん夜の星を」などをカバーしたアルバム、『和音〜Songs for Children〜』をリリース。
2003年4月2日に25thシングル「翼を風に乗せて〜fly away〜」で、約7年ぶりにオリコンシングルチャート10位以内を記録。10月発売の27thシングル「ユートピアは見えてるのに」も10位以内に入る。1年間に2枚のトップ10入りは7年ぶり。同年にビーイングから離脱し、8月13日発売の26thシングル「太陽と花びら」以降はBMGファンハウスからのリリースとなる。ショートムービー「君のままで」にメンバー出演、主題歌「星の雫」を担当する。
2004年に韓国での日本音楽全面解禁後において、日本人として初めてワンマンライブを開く。東京ヴェルディ1969のテーマソング、「STRONG SOUL」を6月30日にリリース。12月22日には亀渕友香&The Voice of Japanと共演した「愛の鐘が世界に響きますように…」をリリース。
2005年6月21日に千葉マリンスタジアムで国歌を斉唱。10月26日に31stシングルにして、セルフカバーシングル「このまま君だけを奪い去りたい/翼を広げて」がオリコン9位を記録。同曲として12年ぶりのトップ10入りを果たす。また、音楽番組、ミュージックステーションのランキングでは5位にランクイン。セルフカバーベストアルバム、『DEEN The Best キセキ』を11月23日にリリース。韓国ドラマ天国の階段主題歌「会いたい」のカバー、川島だりあ作詞、織田哲郎作曲、葉山たけし編曲による書き下ろしの新曲「TWELVE」収録。

### 2006年 - 2012年 デビュー15周年、初の武道館公演
2006年8月2日に千葉ロッテマリーンズ公式イメージソング「ダイヤモンド」をリリース。11月発売のPS2版テイルズ オブ デスティニーのイメージソングに再び「夢であるように」が選ばれた。10月11日に8thアルバム『Diamonds』のリリース、その後「DEEN LIVE JOY-Break11」開催。また、世界的オーボエ奏者の宮本文昭のラストアルバムに楽曲を提供した。
2007年4月25日に『DEEN LIVE JOY COMPLETE 2006-2007<PREMIUM EDITION>』と7年ぶりクラシックシリーズシングル「Classics Three PASTEL 夢の蕾」が同時リリース。さらに、2001年から2002年まで発売したライブDVD3タイトルが5月23日に再リリース。8月4日の福井を皮切りに10月21日の沖縄公演まで、全国47都道府県ライブツアーの開催が決定。クラシックシリーズシングル「Classics Four BLUE Smile Blue」も8月22日にリリース。12月19日には『DEEN The Best Classics』をリリース。
2008年1月から『DEEN LIVE JOY-Break 12〜Road to 武道館〜』が開催。「夢であるように」が1月発売のPS2用ソフト「テイルオブデスティニー ディレクターズカット」のイメージソングとしてCMで放映される。6月4日にはベスト・アルバム『DEEN PERFECT SINGLES +』をリリース、デビュー15周年を記念して武道館でライブ開催。その模様を収録したライブアルバムを9月3日にリリース。9月23日のNamcoイベント『Tales of Festival 2008』のミニライブで「夢であるように」や「永遠の明日」などを披露。12月10日にリリースの34thシングル「永遠の明日」をニンテンドーDS用ソフト「テイルズ オブ ハーツ」テーマソングとして提供、オリコン初登場6位を記録。
2009年2月25日におよそ2年4ヶ月ぶりの9thアルバム『DEEN NEXT STAGE』を、4月29日に35thシングル「Celebrate」をリリース。5月9日には昨年に引き続き2度目の武道館公演である『DEEN LIVE JOY Special 日本武道館 2009』が行われた。7月には軽井沢と音霊で夏のライブとなる『DEEN Unplugged Summer Resort Live'09 〜Karuizawa & Zushi〜』が開催された。11月4日に36thシングル「Negai feat.ミズノマリ from paris match」を、12月2日に10thアルバム『LOVERS CONCERTO』をリリースした。ライブツアーDEEN LIVE JOY-Break14〜Negai〜を12月5日からスタートさせた。
2010年5月8日、3度目の武道館公演である『DEEN LIVE JOY Special 日本武道館 2010』が行われる。7月14日にシングル「coconuts feat.kokomo」、同月28日には11thアルバム『クロール』をリリース。そして、8月と9月には去年に引き続きリゾート地でのアンプラグド・ライヴ、『DEEN Unplugged Summer Resort Live '10』が開催された。11月24日にはライブベストアルバム『ALL TIME LIVE BEST』とカップリング曲限定のベスト・アルバム『Another Side Memories　〜Precious Best』を同時リリース。その後11月27日からは、ライブツアー『DEEN LIVE JOY-Break15 〜History〜』を開催。

### 2013年 - デビュー20周年
2013年3月10日にデビュー20周年をむかえ、オールタイムベストアルバム「DEENAGE MEMORY」をリリース。同年8月7日にはメモリアル両A面シングル「二十歳(ハタチ)／雨の六本木」をリリースする。9月に所属レーベルをアリオラジャパンから同じソニー・ミュージックエンタテインメント傘下のエピックレコードジャパンへ移籍する。同年10月12日・13日にはDEEN初の武道館2days公演「DEEN 20th Anniversary Live in 日本武道館 〜DEENAGE MEMORY〜」が行われた。
2014年6月11日にDEEN初の洋楽カバーアルバム「君がいる夏 -Everlasting Summer-」をリリース。各楽曲のShort FilmがYouTube公式チャンネルより公開された。10月1日に42枚目となるシングル「君が僕を忘れないように 僕が君をおぼえている」、ビデオクリップ集「THE GREATEST CLIPS 2008-2013」を同時リリース。12月31日、カウントダウンライブ「DEEN LIVE JOY -COUNTDOWN SPECIAL 〜マニアックナイトW('O')W〜」開催。ファン投票によるセットリストで行われた。
2015年3月26日、ニコニコ生放送「DEEN 春なのにマル秘ドッキリ報告！ 〜超重大発表もあるよスペシャル〜」に生出演。6月24日のニューシングル「千回恋心!のリリースと、8度目となる日本武道館でのスペシャルライブも発表された。

### 2018年 - デビュー25周年
2018年1月12日、ギターの田川伸治が3月10日に東京・日本武道館で開催されるライブを以って脱退することが公式サイトにて発表された。また、6月に武道館公演の模様を収録された映像がBlu-ray、DVDで発売されBlu-ray総合チャートにてデイリー3位を記録した。7月には3人体制最後となるビデオクリップ集「THE GREATEST CLIPS 2014-2017」もリリースされた。
2019年2月6日、47枚目のシングルとなる「ミライからの光」がリリースされた。また、タイアップとしてゲームアプリである「テイルズオブザレイズ」のテーマソングとして起用されることが決まった。 3月13日には、18枚目となるニューアルバム「NEW JOURNEY」が発売された。このアルバムの初回限定盤Aでは2018年12月31日に行われたカウントダウンライブの映像がノーカットで収録されている。
2020年1月～2月にかけて「LIVE JOY-Break22-All your request-」を開催。
新型コロナウイルスの影響を受け、25周年記念として企画されていた「NEEDay～25周年記念 温泉の旅～」が旅行延期となったが、｢DEEN Summer Resort Live ～7th wave～」では感染予防として各会場の最大収容人数の50％以下になるように座席の調整を行い、換気や消毒の強化を行うなどしてコロナ禍の影響を受けながらも精力的に活動を行った。
2021年1月、DEEN初のシティポップ・カバーアルバム「POP IN CITY 〜for covers only〜」をリリース。ジャケットには永井博がデザインを担当している。
7月にはオリジナル・アルバム「TWILIGHT IN CITY 〜for lovers only〜」を発売。前作のカバーアルバムのからインスパイアを受けたDEEN流のシティポップ作品となった。また、オリコンウィークリーランキングでは6位を記録し、1990年代・2000年代・2020年代の3年代でオリコン週間アルバムトップテン入りとなった。このことについて池森は「僕たちDEENの34枚目のアルバムがトップテンに入ったと聞いて、シンプルにとっても嬉しいです。幾多の作品をリリースしてきましたが、チャートに入る事は多くの方に聞いていただけている証でもあり、何枚出しても変わらない喜びがあります。作品を手に取って頂いた皆さん、ファンの皆さん、本当にありがとうございます。」と述べている。
2022年3月10日のデビュー記念日には、翌年に迫ったデビュー30周年に向けて2018年に開催された武道館ライブの音源がサブスク解禁された。また、公式Youtubeにてビーイング離脱以降のミュージックビデオが随時アップロードされた。
翌年の30周年に向けて5年ぶりとなる47都道府県ツアー「DEEN 47都道府県ツアー2022 ～The Last Journey 47の扉～」を開催。メンバーの体力面等を考慮して今回のツアーをもってDEENのキャリアでは最後の47都道府県ツアーとなる。

### 2023年 - デビュー30周年
デビュー30周年イヤーとなる2023年、3月8日にDEEN 30周年記念アルバム「DEEN The Best DX ～Basic to Respect～」を発売。90年代に発売されたシングルを現在の演奏陣で原曲アレンジほぼそのままで再録音した作品となる。その中に新曲も収録されており、ギターソロにはTUBEの春畑道哉が参加している。
3月12日、「30th Anniversary DEEN LIVE JOY Special 日本武道館 2023」を開催。過去の名曲と近年の作品を織り交ぜ、満員の武道館を盛り上げた。
2024年2月、DEENデビュー30周年を記念した「DEEN 30周年公式ガイドブックALL SONGS STORIES 1993-2024」が発売された。DEENの全楽曲を池森、山根が解説している。またデビュー日である3月10日にビーイング在籍時に発売した1stシングル「このまま君だけを奪い去りたい」から15thシングル「君さえいれば」、1stアルバム『DEEN』、2ndアルバム『I wish』、ベストアルバム『SINGLES +1』、カップリングBESTアルバム『Another Side Memories ～Precious Best～』のサブスク配信を解禁した。

## メンバー

### 現メンバーとその所属状況
※（）内の西暦年数は、DEENに加入した年である。
池森秀一 (いけもり しゅういち、1993-)
担当はボーカル、作詞、作曲。
同バンドのフロントマンでもあるが、当初はソロデビューを予定しており、1992年には『ウーマンドリームオリジナルサウンドトラック』に池森秀一として自作の『DREAMIN'』で参加している（ゲストボーカルであり正式なソロデビューではない）。後に楽曲『DREAMIN'』はDEENのデビューシングル『このまま君だけを奪い去りたい』のカップリングとして収録された。
2001年にはTUBEのアルバム　『Soul Surfin' Crew』の『Dreams of Asia J.V』にゲストボーカルとして参加している。
2001年に"SHU"名義でソロデビューを果たす。
2018年以降、蕎麦のプロデュースに力を入れており、オリジナルの乾麺の販売や赤坂にある事務所の1Fスペースに「SOBA CAFE IKEMORI 」をオープンさせており、これまでの蕎麦のレシピに無い自らが考えたアレンジレシピを取り入れ人気を博しており、時折バラエティ番組にも出演することが多い。自身も年間360日、お昼に蕎麦を14年食べ続けている、という。

山根公路 (やまね こうじ、1993-)
 リーダー。 担当はキーボード、コーラス、作曲。
ハイトーンボイスのコーラスが武器でもある。池森と同じくデビュー当時からのメンバー。そのため同メンバーのサブフロントマン的な役割でシングル作品のジャケット表面に池森と共に写っている時がある。（しかし、近年は池森一人だけでジャケット表面に写るようにしてるためか、山根の池森との2ショット写真を見る機会は激減している。）
2005年、ソロデビューミニアルバム『COZZY』をファンクラブ限定でリリース。それ以後は、DEENのオフィシャルCDの作中で1トラックながらもリードボーカルをとるナンバー（「上海ロックスター」など）を制作しており、コンサートではほぼ毎ライブソロコーナーが設けられている。
田川の脱退後ほぼ全てのシングル曲、アルバム曲の作曲を担当しており、DEENにとって欠かすことのできないメロディーメーカーであり、池森からは「天才作曲家」と称されている。

### サポートメンバー
- 宮野和也 - ベース

1998年のBreak2ツアー～2018年の日本武道館ライブまで参加。ライブへのサポート参加以降のレコーディングへの参加は曲ごとであったが2006年のアルバム『Diamonds』以降ほぼ固定となっていた。
- 藤沼啓二-ドラム

宇津本直紀脱退後2000年のレコーディングとツアーBreak5に参加。
- HIDE（小林秀樹） - ドラム

can/gooのドラマー。2002年の和音ツアー～2018年の日本武道館ライブまで参加。ライブへのサポート参加以降のレコーディングへの参加は曲ごとであったが2006年のアルバム『Diamonds』以降ほぼ固定となった。2代目ギタリスト田川伸治のギターインストバンド「THE SONIC TRICK」のドラムも担当していた。
2023年6月に開催されたライブでは5年ぶりにサポートメンバーとしてライブへの参加をした。
- 侑音 - ギター

2018年田川伸治脱退後の新体制でのサポートメンバー。楽曲のアレンジも担当している。池森曰く「ジャワイアンやロックだけでなく、シティポップやAORとかも、しっかりリクエストに応えてくれて、アレンジが上がってくるたびに圧巻だなと思いますね。音楽スキルも高いし、もう手放せない（笑）」と述べていることからDEENにとって欠かすことのできない存在になっている。
- 石田純 - ベース

2018年田川伸治脱退後の新体制でのサポートメンバー。田川脱退と共に宮野・HIDEも田川のソロ活動のサポートへと帯同し、ベース・ドラムのサポートメンバーも一新された。
- 矢野顕太郎  - ドラム

2018年田川伸治脱退後の新体制でのサポートメンバー。2021年1月くも膜下出血を発症後、サポートからは離れている。
- 北村望  - ドラム

矢野顕太郎の後任、2021年以降のサポートメンバー。
- ヒロムーチョ - サックス

2021年以降のサポートメンバー。AOR NIGHT、Winterライブにサポート参加後、LIVE JOY-Break24ツアー、武道館公演にも引き続き参加している。

### 元メンバー
※()内の西暦年数は、DEENに加入していた年とその期間である。
仲居辰磨 (なかい たつま、1993)
初代ギタリスト。正確な加入時期は不明だが「永遠をあずけてくれ」の頃まで在籍。正式な脱退告知は無く、「瞳そらさないで」では田川に代わっていた。
脱退後、「中居辰磨」名義でTEARSメンバーとして活動するが1997年に解散。
1997年より「LANA」のメンバーとして活動していたが、2000年に事務所契約を終了しフリーとなる。
倉澤圭介 (くらさわ けいすけ、1993-1994)
初代ドラマー。正確な加入時期は不明だが「瞳そらさないで」の頃まで在籍。正式な脱退告知は無く、アルバム『DEEN』では宇津本に代わっていた。
脱退後、「PAMELAH」のサポートメンバーとして活動も現在は休止中。
また、松原"マツキチ"寛と同一人物説もあるが、定かではない。
宇津本直紀 (うづもと なおき、1994-1999)
2代目ドラマー。担当は、ドラム、パーカッション、作曲、コーラス。
倉澤に代わってファーストアルバム『DEEN』から加入し、『CHRISTMAS TIME』まで在籍。
1999年12月31日、神戸でのカウントダウンライブを最後に脱退。
DEEN在籍中には「夢であるように」のサビの部分を作曲するなど、数多くの曲を作った。
ライブの最中に俳句を披露することもあった。
DEEN脱退後もビーイングに在籍（残留）しプロデュース、ディレクション、作曲、ドラムレコーディングなどの音楽活動を行っていたが、現在は離脱している。宇津本の脱退後、DEENには正式メンバーとしてのドラマーは加入していない。
脱退後もDEENメンバーとの交流があり、山根と共に楽曲制作を行ったことある。
田川伸治 (たがわ しんじ、1994-2018)
2代目ギタリスト。担当はギター、ベース、パーカッション、プログラミング、コーラス、作曲。
「瞳そらさないで」から仲居辰磨に代わってDEENに加入。
2001年には、ソロデビューも果たした。2006年にインストロックバンド「THE SONIC TRICK」として第2次ソロデビューを果たすものの、在籍中のソロCDのリリースは無くなった。2018年3月10日、武道館で行われた25周年ライブを最後にDEENを脱退。脱退後はソロ活動に専念し、再度ソロCDの発表を開始した。田川の脱退後、DEENには正式メンバーとしてのギタリストは加入していない。
2023年、DEEN時代から所属していたグッデイを退所し、本格的に自主制作へ移行した。

## 同グループ概要

### 結成のきっかけ
1993年、ビーイング内ではWANDSの上杉昇が作詞、織田哲郎が作曲し、DoCoMoポケットベルのCMとのタイアップも決定していた『このまま君だけを奪い去りたい』を歌うボーカリストを探していた。そこで、ソロデビューを目指し北海道から上京していた池森秀一に試しに歌わせてみたところ評価を受け、ボーカリストに決定。急遽キーボード山根公路を加え、バンドを結成。バンド名「DEEN」は響きの良さから決定された。
ビーイングとしてはよくあることだが、完全にプロデューサー主導で結成されたバンドなので、顔を合わせるまでお互いの素性も経歴も一切知らなかった。どういった音楽志向・人間性の持ち主なのかも分からないまま活動を続け、それとは裏腹に大ヒットを続ける自分達の状況に戸惑いを感じていたという。通常であれば当事者が知らないままプロデューサー主導で結成されたバンドはそのうち活動が行き詰まることが多いが、DEENの場合はお互いに親睦を深めながら20年以上活動を続けているという稀有な例である。
ビーイングから離脱した現在も度々ビーイングの所属者が編曲を手掛けたりサポートメンバーとして参加している。またビーイング関連のライブへの参加もしている。また池森秀一個人として古巣ビーイングの創業者である長戸大幸の自宅で行われるクリスマスパーティー(2017年のパーティに参加している)にも招待され歌を披露するなど何かしらのビーイングとの関係は保たれているのが現状である。

### その他
千葉ロッテマリーンズの元監督であるボビー・バレンタインは、DEENの大ファンである。1995年初来日時、『未来のために』を聴いて以来のファンで、メンバーから招待された時に限らず、プライベートで何度もライブに足を運んでいる。2005年にはボビー・バレンタインの希望で、DEENによる試合前の国歌斉唱と始球式も行われた。同年マリーンズファン感謝デーでは、「未来のために」の英語版、「このまま君だけを奪い去りたい」、「翼を広げて」の3曲を熱唱。2006年には監督から直々に依頼され、チーム公式イメージソングとして「ダイヤモンド」を提供し、ボビー・バレンタインがPVに出演した。
『DEEN The Best キセキ』で10年ぶりに曲を提供した織田哲郎は、「あれだけ曲を大事にしてもらえると嬉しい。池森君の声とは相性が良い」と自身のHP内で語り、同じく久々にアレンジを担当した葉山たけしも彼らの誠実な人柄を自身のブログ内で度々賞賛した。
メンバー間の仲を聞かれた際、池森は「プライベートでは（メンバーと）ほとんど会うことはないんです。その方が、レコーディングで会ったときに新鮮だから」と語っている。BREAK11の最終公演の際「デビュー当時から、メンバーの誕生日にはプレゼントを必ず渡しあいこしている」と告白した。
1997年にゲーム「テイルズオブデスティニー」の主題歌「夢であるように」を発売以降、テイルズオブシリーズとのつながりが深く、2008年には「テイルズオブハーツ」の主題歌「永遠の明日」、2019年テイルズオブザレイズの主題歌「ミライからの光」を提供している。定期的に作品の提供やテイルズフェスへの参加によって、テイルズシリーズをきっかけにDEENのコンサートに足を運ぶファンは少なくなく、長きにわたってDEENが活躍をし続けるきっかけの一つとなっている。池森はテイルズシリーズについて「テイルズ オブ シリーズを通じて、DEENの作品を大勢の方に聴いて頂けて嬉しいです。皆さんに感謝します！」と述べている。2023年には「テイルズ オブ フェスティバル2023」への参加も決まっている。

## 音楽性とバンドの特徴など
カップリングやアルバム曲のほとんどは当初からメンバーが作詞作曲していた。シングル曲は、デビューからしばらくは、上杉昇や坂井泉水の詞に、織田哲郎や栗林誠一郎らに曲の提供を受け、それをリリースするという、ビーイングバンドの典型的な活動をしていた。
初のテレビ出演を果たし、オリコン1位も獲得した1995年の7thシングル『未来のために』から、シングル曲も徐々に自作へ移行。小松未歩ら若手から楽曲提供を受ける時期を経て、1999年の18thシングル『JUST ONE』からは完全に自作体勢へ移行（その後の一部の作品を除く）。
当初はスタジオ・ミュージシャン的な活動に徹していたDEENだが、この頃を境にツアーを数多く決行するようになり、ライブバンドとしての地位を確立した。
2002年に日本の民謡をカバーしたアルバム『和音〜Songs for Children』リリース以降は、「NEO AOR」という、DEEN流のAOR音楽を追求。最近は、メンバーの意向で若手の登用も再び見受けられるようになり、この頃からビーイング系のTUBEばかりでなく、BEGINや亀渕友香らビーイング系列外の数々のミュージシャンとコラボレートする機会も増えた。
2002年以降、ライブを開催する際2000年以前に発表された楽曲の殆どが原曲よりもキーを下げて演奏することが多かったが、2018年3月に行われた25周年武道館以降はほぼ全曲原キーで演奏されている。

## メディア出演

### テレビ番組
- ミュージックステーション
- ミュージックステーションスペシャル スーパーライブ97
- ミュージックステーションスペシャル スーパーライブ98
- ポップジャム
- HEY!HEY!HEY! MUSIC CHAMP
- ミュージックフェア21
- うたばん
- 速報!歌の大辞テン
- CDTV
- ミューズの晩餐 My Song, My Life
- 有吉反省会
- うたコン
- 音楽の日
- マツコの知らない世界 (池森のみ出演)
- FNS歌謡祭2018 第2夜 (池森のみ出演 DAIGOとコラボ)
- 他多数

### インタビュー
- テイルズ オブ マガジン - Vol.8（2009年5月） 「11年を経ての再会 DEENインタビュー」

## ディスコグラフィ

### シングル

#### CDシングル
|                          | リリース日              | タイトル                                    | 楽曲制作 | 規格                    | 規格品番                            | 最高位                  | 収録アルバム                                 |
| B-Gram RECORDS レーベル  | B-Gram RECORDS レーベル | B-Gram RECORDS レーベル                     | B-Gram RECORDS レーベル                                                                                           | B-Gram RECORDS レーベル | B-Gram RECORDS レーベル             | B-Gram RECORDS レーベル | B-Gram RECORDS レーベル                      |
| ------------------------ | ----------------------- | ------------------------------------------- | --- | ----------------------- | ----------------------------------- | ----------------------- | -------------------------------------------- |
| 1st                      | 1993年3月10日           | このまま君だけを奪い去りたい                | 作詞：上杉昇 作曲：織田哲郎 編曲：葉山たけし                                                                      | 8cm CD                  | BGDH-1002                           | 2位                     | DEEN                                         |
| 2nd                      | 1993年7月17日           | 翼を広げて                                  | 作詞：坂井泉水 作曲：織田哲郎 編曲：葉山たけし                                                                    | 8cm CD                  | BGDH-1007                           | 5位                     | SINGLES+1                                    |
| 3rd                      | 1993年9月22日           | Memories                                    | 作詞：池森秀一・井上留美子 作曲：織田哲郎 編曲：葉山たけし                                                        | 8cm CD                  | BGDH-1009                           | 4位                     | DEEN                                         |
| 4th                      | 1993年11月28日          | 永遠をあずけてくれ                          | 作詞：川島だりあ 作曲：栗林誠一郎 編曲：葉山たけし                                                                | 8cm CD                  | BGDH-1018                           | 3位                     | DEEN                                         |
| 5th                      | 1994年6月22日           | 瞳そらさないで                              | 作詞：坂井泉水 作曲：織田哲郎 編曲：葉山たけし                                                                    | 8cm CD                  | BGDH-1035                           | 1位                     | DEEN                                         |
| 6th                      | 1995年3月27日           | Teenage dream                               | 作詞：坂井泉水 作曲：栗林誠一郎 編曲：葉山たけし                                                                  | 8cm CD                  | JBDJ-1001                           | 2位                     | I wish                                       |
| 7th                      | 1995年6月19日           | 未来のために                                | 作詞：池森秀一 作曲：池森秀一・宇津本直紀 編曲：古井弘人                                                          | 8cm CD                  | JBDJ-1004                           | 1位                     | SINGLES+1                                    |
| 8th                      | 1995年12月11日          | LOVE FOREVER/少年                           | 作詞：山本ゆり(#1)／池森秀一 (#2) 作曲：田川伸治 (#1)／山根公路・田川伸治 (#2) 編曲：葉山たけし(#1)／古井弘人(#2) | 8cm CD                  | JBDJ-1009                           | 4位                     | I wish                                       |
| 9th                      | 1996年4月15日           | ひとりじゃない                              | 作詞：池森秀一 作曲：織田哲郎 編曲：古井弘人                                                                      | 8cm CD                  | JBDJ-1015                           | 3位                     | I wish                                       |
| 10th                     | 1996年7月1日            | SUNSHINE ON SUMMER TIME                     | 作詞：池森秀一 作曲：宇津本直紀 編曲：古井弘人                                                                    | 8cm CD                  | JBDJ-1018                           | 10位                    | I wish                                       |
| 11th                     | 1996年8月5日            | 素顔で笑っていたい                          | 作詞：池森秀一 作曲：織田哲郎 編曲：池田大介                                                                      | 8cm CD                  | JBDJ-1020                           | 8位                     | I wish                                       |
| 12th                     | 1997年8月27日           | 君がいない夏                                | 作詞：小松未歩 作曲：小松未歩 編曲：池田大介                                                                      | 8cm CD                  | JBDJ-1032                           | 10位                    | SINGLES+1                                    |
| 13th                     | 1997年12月17日          | 夢であるように                              | 作詞：池森秀一 作曲：DEEN 編曲：池田大介                                                                          | 8cm CD                  | JBDJ-1035                           | 13位                    | SINGLES+1                                    |
| 14th                     | 1998年2月18日           | 遠い空で                                    | 作詞:小松未歩 作曲:吉江一男・小松未歩 編曲:池田大介                                                               | 8cm CD                  | JBDJ-1038                           | 18位                    | SINGLES+1                                    |
| 15th                     | 1998年5月27日           | 君さえいれば                                | 作詞：小松未歩 作曲：小松未歩 編曲：池田大介                                                                      | 8cm CD                  | JBDJ-1040                           | 11位                    | The DAY                                      |
| BERG レーベル            |                         |                                             | |                         |                                     |                         |                                              |
| 16th                     | 1998年11月18日          | 手ごたえのない愛                            | 作詞：小松未歩 作曲：小松未歩 編曲：徳永暁人                                                                      | 8cm CD                  | BVDR-11013                          | 13位                    | The DAY                                      |
| 17th                     | 1999年3月24日           | 遠い遠い未来へ                              | 作詞：AZUKI七 作曲：大野愛果 編曲：古井弘人                                                                       | 8cm CD                  | BVDR-11015                          | 22位                    | DEEN PERFECT SINGLES +                       |
| 18th                     | 1999年7月23日           | JUST ONE                                    | 作詞：池森秀一 作曲：池森秀一 編曲：DEEN                                                                          | 8cm CD                  | BVDR-11021                          | 19位                    | 'need love                                   |
| 19th                     | 1999年11月3日           | MY LOVE                                     | 作詞：池森秀一 作曲：山根公路・宇津本直紀 編曲：DEEN                                                              | 8cm CD                  | BVDR-11025                          | 21位                    | 'need love                                   |
| 20th                     | 2000年4月19日           | Power of Love                               | 作詞：池森秀一 作曲：DEEN 編曲：DEEN                                                                              | 12cm CD                 | BVCR-19802                          | 18位                    | 'need love                                   |
| 21st                     | 2000年11月15日          | 哀しみの向こう側                            | 作詞：池森秀一 作曲：池森秀一・山根公路 編曲：DEEN                                                                | 12cm CD                 | BVCR-19509                          | 20位                    | Ballads in Blue〜The greatest hits of DEEN〜 |
| 22nd                     | 2002年1月30日           | 見上げてごらん夜の星を                      | 作詞：永六輔 作曲：いずみたく 編曲：DEEN・時乗浩一郎                                                              | 12cm CD                 | BVCR-19905                          | 18位                    | 和音〜Songs for Children〜                   |
| 23rd                     | 2002年5月22日           | 夢で逢えたら                                | 作詞：大瀧詠一 作曲：大瀧詠一 編曲：DEEN                                                                          | 12cm CD                 | BVCR-19908                          | 44位                    | 和音〜Songs for Children〜                   |
| 24th                     | 2002年10月2日           | Birthday eve 〜誰よりも早い愛の歌〜         | 作詞：池森秀一 作曲：山根公路 編曲：DEEN・時乗浩一郎                                                              | 12cm CD                 | BVCR-19602                          | 11位                    | pray                                         |
| 25th                     | 2003年4月2日            | 翼を風に乗せて〜fly away〜                  | 作詞：池森秀一 作曲：鈴木寛之 編曲：DEEN                                                                          | 12cm CD                 | BVCR-19605                          | 7位                     | UTOPIA                                       |
| 26th                     | 2003年8月13日           | 太陽と花びら                                | 作詞:池森秀一 作曲:池森秀一・時乗浩一郎 編曲:DEEN・大平勉                                                         | 12cm CD                 | BVCR-19607                          | 20位                    | UTOPIA                                       |
| BMGファンハウス レーベル |                         |                                             | |                         |                                     |                         |                                              |
| 27th                     | 2003年10月1日           | ユートピアは見えてるのに                    | 作詞:池森秀一 作曲:土田則行 編曲:DEEN・大平勉                                                                     | 12cm CD                 | BVCR-19611                          | 10位                    | UTOPIA                                       |
| 28th                     | 2004年4月28日           | レールのない空へ                            | 作詞：池森秀一 作曲：鈴木寛之 編曲：DEEN・鈴木寛之                                                                | 12cm CD                 | BVCR-19623/4 BVCR-10622             | 18位                    | ROAD CRUISIN'                                |
| 29th                     | 2004年6月30日           | STRONG SOUL                                 | 作詞：池森秀一 作曲：山根公路 編曲：DEEN・時乗浩一郎                                                              | 12cm CD                 | BVCR-19626/7 BVCR-19625             | 14位                    | ROAD CRUISIN'                                |
| 30th                     | 2004年12月22日          | 愛の鐘が世界に響きますように…               | 作詞：池森秀一 作曲：山根公路 編曲：DEEN・大平勉                                                                  | 12cm CD                 | BVCR-19063                          | 18位                    | DEEN PERFECT SINGLES +                       |
| BMG JAPAN レーベル       |                         |                                             | |                         |                                     |                         |                                              |
| 31st                     | 2005年10月26日          | このまま君だけを奪い去りたい/翼を広げて     | 作詞：上杉昇 (#1)／坂井泉水 (#2) 作曲：織田哲郎 編曲：岩田雅之(#1)／島健 (#2)                                     | 12cm CD                 | BVCR-19958/9 BVCR-19957             | 9位                     | DEEN The Best キセキ                         |
| 32nd                     | 2006年5月24日           | Starting Over                               | 作詞：池森秀一 作曲：織田哲郎 編曲：葉山たけし                                                                    | 12cm CD                 | BVCR-19970/1 BVCR-19972             | 22位                    | Diamonds                                     |
| 33rd                     | 2006年8月2日            | ダイヤモンド                                | 作詞：池森秀一 作曲：山根公路・池森秀一 編曲：CHOKKAKU                                                            | 12cm CD                 | BVCR-19974/5 BVCR-19973 BVCR-19977  | 26位                    | Diamonds                                     |
| 34th                     | 2008年12月10日          | 永遠の明日                                  | 作詞：池森秀一 作曲：池森秀一 編曲：DEEN・時乗浩一郎                                                              | 12cm CD                 | BVCR-19138/9 BVCR-19137             | 6位                     | DEEN NEXT STAGE                              |
| 35th                     | 2009年4月29日           | Celebrate                                   | 作詞：池森秀一 作曲：山根公路 編曲：山根公路・時乗浩一郎                                                          | 12cm CD                 | BVCR-19145/6 BVCR-19144             | 15位                    | LOVERS CONCERTO                              |
| Ariola Japan レーベル    |                         |                                             | |                         |                                     |                         |                                              |
| 36th                     | 2009年11月4日           | Negai feat. ミズノマリ                      | 作詞：池森秀一 作曲：山根公路 編曲：山根公路・時乗浩一郎                                                          | 12cm CD                 | BVCL-39/40 BVCL-38                  | 23位                    | LOVERS CONCERTO                              |
| 37th                     | 2010年7月14日           | coconuts feat. kokomo                       | 作詞：池森秀一 作曲：山根公路 編曲：山根公路                                                                      | 12cm CD                 | BVCL-105/6 BVCL-107                 | 14位                    | クロール                                     |
| 38th                     | 2011年4月6日            | Brand New Wing                              | 作詞：池森秀一 作曲：田川伸治 編曲：田川伸治                                                                      | 12cm CD                 | BVCL-192/3 BVCL-194                 | 18位                    | Graduation                                   |
| 39th                     | 2012年6月27日           | 心から君が好き〜マリアージュ〜              | 作詞：樹林伸・池森秀一 作曲：田川伸治 編曲：DEEN                                                                  | 12cm CD                 | BVCL-332/3 BVCL-334                 | 22位                    | マリアージュ                                 |
| 40th                     | 2013年8月7日            | 二十歳/雨の六本木                           | 作詞：池森秀一 作曲：田川伸治 編曲：田川伸治                                                                      | 12cm CD                 | BVCL-528/9                          | 27位                    | CIRCLE                                       |
| 40th                     | 2013年8月7日            | 雨の六本木/二十歳                           | 作詞：湯川れい子 作曲：井上大輔 編曲：池田大介                                                                    | 12cm CD                 | BVCL-530/1                          | 27位                    | CIRCLE                                       |
| Epic Records レーベル    |                         |                                             | |                         |                                     |                         |                                              |
| 41st                     | 2013年11月27日          | もう泣かないで                              | 作詞：池森秀一・川島だりあ 作曲：山根公路 編曲：古井弘人                                                          | 12cm CD                 | ESCL-4131/2 ESCL-4133               | 36位                    | CIRCLE                                       |
| 42nd                     | 2014年10月1日           | 君が僕を忘れないように 僕が君をおぼえている | 作詞：池森秀一 作曲：山根公路 編曲：山根公路                                                                      | 12cm CD                 | ESCL-4280/1 ESCL-4282               | 19位                    | 全開恋心!!〜Missing You〜                    |
| 43rd                     | 2015年6月24日           | 千回恋心!                                   | 作詞：池森秀一 作曲：田川伸治 編曲：田川伸治                                                                      | 12cm CD                 | ESCL-4461/2 ESCL-4463 ESJL-3087     | 18位                    | 全開恋心!!〜Missing You〜                    |
| 44th                     | 2015年10月7日           | ずっと伝えたかった I love you               | 作詞：池森秀一 作曲：田川伸治 編曲：くどうたけし                                                                  | 12cm CD                 | ESCL-4532/3 ESCL-4534 ESDL-3926     | 18位                    | PARADE                                       |
| 45th                     | 2016年11月2日           | 記憶の影/遊びにいこう!                      | 作詞：池森秀一 作曲：山根公路 編曲：古井弘人                                                                      | 12cm CD                 | ESCL-4727/8 ESCL-4729/30 ESCL-4731  | 28位                    | DEEN The Best FOREVER 〜Complete Singles +〜 |
| 45th                     | 2016年11月2日           | 遊びにいこう!/記憶の影                      | 作詞：池森秀一・天野ひろゆき 作曲：山根公路 編曲：篠崎裕                                                          | 12cm CD                 | ESCL-4727/8 ESCL-4729/30 ESCL-4731  | 28位                    | DEEN The Best FOREVER 〜Complete Singles +〜 |
| 46th                     | 2017年5月24日           | 君へのパレード♪                             | 作詞：池森秀一 作曲：山根公路 編曲：古井弘人                                                                      | 12cm CD                 | ESCL-4860/2 ESCL-4863/5 ESCL-4866/8 | 20位                    | PARADE                                       |
| 47th                     | 2019年2月6日            | ミライからの光                              | 作詞：池森秀一 作曲：山根公路 編曲：侑音                                                                          | 12cm CD                 | ESCL-5155/6 ESCL-5157               | 25位                    | NEWJOURNEY                                   |
| 48th                     | 2022年6月29日           | The Last Journey 〜47の扉〜                 | 作詞：池森秀一 作曲：山根公路 編曲：侑音                                                                          | 12cm CD                 | ESCL-5678/9 ESCL-5680               | 26位                    | アルバム未収録                               |

#### Classicsシリーズ（コンセプチュアル・マキシ・シングル）
|                    | リリース日     | タイトル                                | 規格品番                | 最高位        | 収録アルバム           |
| BERG レーベル      | BERG レーベル  | BERG レーベル                           | BERG レーベル           | BERG レーベル | BERG レーベル          |
| ------------------ | -------------- | --------------------------------------- | ----------------------- | ------------- | ---------------------- |
| 1st                | 1999年11月25日 | Classics One WHITE Christmas time       | BVCR-19016              | 18位          | DEEN The Best Classics |
| 2nd                | 2000年9月13日  | Classics Two SEPIA 秋桜 〜more & more〜 | BVCR-19025              | 16位          | DEEN The Best Classics |
| BMG JAPAN レーベル |                |                                         |                         |               |                        |
| 3rd                | 2007年4月25日  | Classics Three PASTEL 夢の蕾            | BVCR-19994              | 29位          | DEEN The Best Classics |
| 4th                | 2007年8月22日  | Classics Four BLUE Smile Blue           | BVCR-19097/8 BVCR-19096 | 30位          | DEEN The Best Classics |

#### 配信限定シングル
|     | リリース日     | タイトル                          | 収録アルバム                          |
| --- | -------------- | --------------------------------- | ------------------------------------- |
| 1st | 2018年7月14日  | Aloha                             | NEWJOURNEY                            |
| 2nd | 2018年7月21日  | 瞳そらさないで 〜Jawaiian Style〜 | NEWJOURNEY                            |
| 3rd | 2018年7月28日  | Power of Love 〜Jawaiian Style〜  | NEWJOURNEY                            |
| 4th | 2020年1月29日  | そばにいるだけで                  | DEEN The Best DX ～Basic to Respect～ |
| 5th | 2020年12月18日 | 間違いない世界                    | DEEN The Best DX ～Basic to Respect～ |
| 6th | 2022年4月29日  | mirror ball                       | DANCE IN CITY ～for groovers only～   |

### アルバム

#### オリジナル・アルバム
|      | リリース日     | タイトル                             | 規格品番                                 | 最高位 |
| ---- | -------------- | ------------------------------------ | ---------------------------------------- | ------ |
| 1st  | 1994年9月14日  | DEEN                                 | BGCH-1012                                | 1位    |
| 2nd  | 1996年9月9日   | I wish                               | JBCJ-1011                                | 2位    |
| 3rd  | 1998年12月16日 | The DAY                              | BVCR-11006                               | 9位    |
| 4th  | 2000年5月24日  | 'need love                           | BVCR-11021                               | 10位   |
| 5th  | 2002年11月20日 | pray                                 | BVCR-11045                               | 12位   |
| 6th  | 2003年11月5日  | UTOPIA                               | BVCR-11057                               | 20位   |
| 7th  | 2004年8月18日  | ROAD CRUISIN'                        | BVCR-18034/5 BVCR-11062                  | 13位   |
| 8th  | 2006年10月11日 | Diamonds                             | BVCR-18077/8 BVCR-18093                  | 20位   |
| 9th  | 2009年2月25日  | DEEN NEXT STAGE                      | BVCR-18166/7 BVCR-11129                  | 16位   |
| 10th | 2009年12月2日  | LOVERS CONCERTO                      | BVCL-20017/8 BVCL-49                     | 21位   |
| 11th | 2010年7月28日  | クロール                             | BVCL-112/3 BVCL-114                      | 23位   |
| 12th | 2011年6月15日  | Graduation                           | BVCL-215/7 BVCL-218                      | 19位   |
| 13th | 2012年8月8日   | マリアージュ                         | BVCL-357/9 BVCL-360/1                    | 23位   |
| 14th | 2013年12月18日 | CIRCLE                               | ESCL-4140/1 ESCL-4142                    | 21位   |
| 15th | 2015年7月29日  | 全開恋心!!〜Missing You〜            | ESCL-4483/4 ESCL-4485                    | 23位   |
| 16th | 2016年6月1日   | バタフライ                           | ESCL-4631/2 ESCL-4633/4 ESCL-4635        | 18位   |
| 17th | 2017年8月9日   | PARADE                               | ESCL-4893/4 ESCL-4895/6 ESCL-4897        | 22位   |
| 18th | 2019年3月13日  | NEWJOURNEY                           | ESCL-5191/2 ESCL-5193/4 ESCL-5195        | 22位   |
| 19th | 2021年7月7日   | TWILIGHT IN CITY 〜for lovers only〜 | ESCL-5543/4 ESCL-5545 ESC8-58/9          | 6位    |
| 20th | 2021年12月22日 | シュプール                           | ESCL-5608/9 ESCL-5610 ESC8-98/99         | 49位   |
| 21st | 2024年1月10日  | DANCE IN CITY ～for groovers only～  | ESCL-5895/6 ESCL-5897/8 ESCL-5899 ESTL-6 | 18位   |
| 22nd | 2025年1月22日  | ROCK ON!                             | ESCL-6046/8 ESC8-210/1 ESCL-6049         | 20位   |

#### カバー・アルバム
|     | リリース日    | タイトル                        | 規格品番                                        | 最高位 |                              |
| --- | ------------- | ------------------------------- | ----------------------------------------------- | ------ | ---------------------------- |
| 1st | 2002年3月6日  | 和音〜Songs for Children〜      | BVCR-14005                                      | 25位   | カバーアルバム               |
| 2nd | 2014年6月11日 | 君がいる夏 -Everlasting Summer- | ESCL-4215/6 ESCL-4217                           | 19位   | 洋楽カバーアルバム           |
| 3rd | 2021年1月20日 | POP IN CITY 〜for covers only〜 | ESCL-5475/6 ESCL-5477/8 ESCL-5479 ESJL-3159～60 | 33位   | シティポップ・カバーアルバム |

#### ライブ・アルバム
|     | リリース日     | タイトル                                                 | 規格品番              | 最高位 |
| --- | -------------- | -------------------------------------------------------- | --------------------- | ------ |
| 1st | 2008年9月3日   | DEEN at 武道館〜15th Anniversary Greatest Singles Live〜 | BVCR-18147/8          | 32位   |
| 2nd | 2010年11月24日 | ALL TIME LIVE BEST                                       | BVCL-141/4 BVCL-145/6 | 41位   |
| 3rd | 2024年6月12日  | DEEN The Best DX～Premium Live Complete～                | ESCL-5968/75          | 30位   |

#### 企画ベスト・アルバム
|     | リリース日     | タイトル                                            | 規格品番                                            | 最高位 |                                         |
| --- | -------------- | --------------------------------------------------- | --------------------------------------------------- | ------ | --------------------------------------- |
| 1st | 2001年6月6日   | Ballads in Blue〜The greatest hits of DEEN〜        | BVCR-11030                                          | 7位    | バラードベストアルバム                  |
| 2nd | 2005年11月23日 | DEEN The Best キセキ                                | BVCR-18056/7 BVCR-11077                             | 10位   | セルフカバーベストアルバム              |
| 3rd | 2007年12月19日 | DEEN The Best Classics                              | BVCR-18112/4 BVCR-18110/1                           | 28位   | クラシックスベストアルバム              |
| 4th | 2010年11月24日 | Another Side Memories〜Precious Best〜              | JBCJ-9035/6 JBCJ-9037/8                             | 35位   | カップリングベストアルバム              |
| 5th | 2016年12月21日 | Another Side Memories〜Precious Best II〜           | ESCL-4779/80 ESCL-4781                              | 51位   | カップリングベストアルバム第2弾         |
| 6th | 2019年11月6日  | Ballads in Love 〜The greatest love songs of DEEN〜 | ESCL-5256/7 ESCL-5258 ESC8-56                       | 21位   | ラヴソングセルフカバーアルバム          |
| 7th | 2023年3月8日   | DEEN The Best DX ～Basic to Respect～               | ESCL-30036/39 ESCL-5774/76 ESCL-5777/79 ESJL-3156/7 | 12位   | 30周年セルフカバー+カバーベストアルバム |

#### ベスト・アルバム
|     | リリース日    | タイトル                                     | 規格品番                           | 最高位 |
| --- | ------------- | -------------------------------------------- | ---------------------------------- | ------ |
| 1st | 1998年3月18日 | SINGLES+1                                    | JBCJ-1018                          | 1位    |
| 2nd | 2008年6月4日  | DEEN PERFECT SINGLES +                       | BVCR-18134/6 BVCR-18132/3          | 11位   |
| 3rd | 2013年3月13日 | DEENAGE MEMORY -20周年記念ベストアルバム-    | BVCL-500/3 BVCL-504/6              | 20位   |
| 4th | 2018年2月28日 | DEEN The Best FOREVER 〜Complete Singles +〜 | ESCL-4988/92 ESCL-4993/6 ESC8-40/5 | 11位   |

#### 配信限定ライブ・アルバム
以下のライブアルバムはiTunes、mora、着うた、着うたフル、着うたフルプラスのみで配信されている。
|     | リリース日     | タイトル                                                                         |
| --- | -------------- | -------------------------------------------------------------------------------- |
| 1st | 2010年11月24日 | ALL TIME LIVE BEST【DIGITAL ONLY I】 ＜2009日本武道館＞                          |
| 2nd | 2010年12月1日  | ALL TIME LIVE BEST【DIGITAL ONLY II】 ＜2006東京厚生年金会館-1＞                 |
| 3rd | 2010年12月8日  | ALL TIME LIVE BEST【DIGITAL ONLY III】 ＜2006東京厚生年金会館-2+2008日本武道館＞ |
| 4th | 2010年12月15日 | ALL TIME LIVE BEST【DIGITAL ONLY IV】 ＜2008ZEPP TOKYO-1＞                       |
| 5th | 2010年12月22日 | ALL TIME LIVE BEST【DIGITAL ONLY V】 ＜2008ZEPP TOKYO-2＋カウントダウン＞        |

### CD-BOX
| リリース日   | タイトル                                   | 規格品番    | 最高位 |
| ------------ | ------------------------------------------ | ----------- | ------ |
| 2013年1月1日 | DEEN PERFECT ALBUMS+1 〜20th Anniversary〜 | BVCL-451/63 | 186位  |

### 映像作品

#### ビデオ・クリップ
|     | リリース日    | タイトル                          | 規格品番                          | 最高位               |
| --- | ------------- | --------------------------------- | --------------------------------- | -------------------- |
| 1st | 2003年4月2日  | DEEN THE GREATEST CLIPS 1993-1998 | ONVR-7025 (VHS) ONBD-7025 (DVD)   | 16位 (DVD)           |
| 2nd | 2003年4月2日  | DEEN THE GREATEST CLIPS 1998-2002 | BVVR-11022 (VHS) BVBR-11019 (DVD) | 20位 (DVD)           |
| 3rd | 2014年10月1日 | THE GREATEST CLIPS 2008-2013      | ESXL-47 (BD) ESBL-2373 (DVD)      | 19位 (BD) 29位 (DVD) |
| 4th | 2018年7月18日 | THE GREATEST CLIPS 2014-2017      | ESXL-152 (BD) ESBL-2534 (DVD)     | 29位 (BD) 60位 (DVD) |

#### ライブ映像
|      | リリース日                                                     | タイトル | 規格品番                                                                | 最高位                         |
| ---- | -------------------------------------------------------------- | --- | ----------------------------------------------------------------------- | ------------------------------ |
| 1st  | 2000年6月21日 (VHS) 2001年6月6日 (DVD) 2007年5月23日 (DVD再発) | DEEN LIVE JOY Special YOKOHAMA ARENA | BVVR-11006 (VHS) BVBR-11005 (DVD) BVBR-11084 (DVD再発※トールケース仕様) | 36位 (DVD) 182位 (DVD再発)     |
| 2nd  | 2001年6月6日 (DVD/VHS) 2007年5月23日 (DVD再発)                 | on & off 〜tour document of 'need love〜                                                                                                   | BVVR-11019 (VHS) BVBR-11006 (DVD) BVBR-11085 (DVD再発※トールケース仕様) | 22位 (DVD) 192位 (DVD再発)     |
| 3rd  | 2002年11月20日 (DVD/VHS) 2007年5月23日 (DVD再発)               | on & off 〜document of unplugged live & recordings〜                                                                                       | BVVR-11020 (VHS) BVBR-11016 (DVD) BVBR-11086 (DVD再発※トールケース仕様) | 50位 (DVD) 205位 (DVD再発)     |
| 4th  | 2004年12月22日                                                 | ONE DAY LIVE '04 -END of SUMMER- & 6CLIPS                                                                                                  | BVBR-11045 (DVD)                                                        | 68位                           |
| 5th  | 2006年4月26日                                                  | DEEN LIVE JOY COMPLETE 2002-2004 | BVBR-11066/8 (DVD)                                                      | 62位                           |
| 6th  | 2006年5月24日                                                  | BEST of DEEN キセキ<LIVE COMPLETE> | BVBR-11069 (DVD)                                                        | 38位                           |
| 7th  | 2007年4月25日                                                  | DEEN LIVE JOY COMPLETE 2006-2007 <PREMIUM EDITION>                                                                                         | BVBR-11081/2 (DVD)                                                      | 51位                           |
| 8th  | 2008年5月21日                                                  | DEEN LIVE JOY 2007-2008〜JAPAN ROAD 47+6〜 <LIMITED EDITION>                                                                               | BVBR-11105/7 (DVD)                                                      | 37位                           |
| 9th  | 2008年12月10日 (DVD) 2009年2月25日 (BD)                        | DEEN at 武道館 "NO CUT" 〜15th Anniversary Perfect Singles Live〜                                                                          | BVBR-11117/8 (DVD) BVXR-11102 (BD)                                      | 27位 (DVD)                     |
| 10th | 2009年10月28日                                                 | DEEN at 武道館 2009 〜LIVE JOY SPECIAL〜                                                                                                   | BVBL-11/2 (DVD) BVXL-2 (BD)                                             | 29位 (DVD)                     |
| 11th | 2011年4月27日                                                  | DEEN at 武道館 2010 〜LIVE JOY SPECIAL〜                                                                                                   | BVBL-58/9 (DVD) BVXL-10 (BD)                                            | 56位 (DVD)                     |
| 12th | 2011年12月21日                                                 | DEEN at 武道館 2011 〜LIVE JOY SPECIAL〜                                                                                                   | BVBL-66/8 (DVD) BVXL-17 (BD)                                            | 88位 (DVD)                     |
| 13th | 2013年3月13日                                                  | DEEN LIVE HISTORY 〜20th ANNIVERSARY〜 | JBBS-5007 (DVD)                                                         | 25位                           |
| 14th | 2013年7月3日                                                   | DEEN JAPAN ROAD 47 〜絆〜 | BVXL-35 (BD) BVBL-88 (DVD)                                              | 53位 (DVD)                     |
| 15th | 2014年2月26日                                                  | DEEN at 武道館 〜20th Anniversary〜 <COMPLETE> DEEN at 武道館 〜20th Anniversary〜 <DAY ONE> DEEN at 武道館 〜20th Anniversary〜 <DAY TWO> | ESXL-37/8 (BD) ESBL-2354/5 (DVD) ESBL-2356/7 (DVD)                      | 6位 (BD) 14位 (DVD) 15位 (DVD) |
| 16th | 2014年12月24日                                                 | DEEN at 武道館 2014 LIVE JOY SPECIAL | ESXL-49/51 (BD) ESBL-2382/3 (DVD)                                       | 66位 (BD) 128位 (DVD)          |
| 17th | 2016年2月24日                                                  | DEEN at 武道館 2015 LIVE JOY SPECIAL | ESXL-81/83 (BD) ESBL-2432/3 (DVD)                                       | 51位 (BD) 97位 (DVD)           |
| 18th | 2017年3月22日                                                  | DEEN at 武道館 2016 LIVE JOY SPECIAL 〜Ballad Night〜                                                                                      | ESXL-113/5 (BD) ESBL-2471/2 (DVD)                                       | 53位 (BD) 95位 (DVD)           |
| 19th | 2017年12月27日                                                 | DEEN JAPAN PARADE 47 〜絆〜 | ESXL-130/1 (BD) ESBL-2501 (DVD)                                         | 32位 (BD) 70位 (DVD)           |
| 20th | 2018年6月20日                                                  | DEEN at BUDOKAN FOREVER 〜25th Anniversary〜                                                                                               | ESXL-146/8 (BD) ESBL-2529/30 (DVD)                                      | 19位 (BD) 17位 (DVD)           |
| 21st | 2018年12月26日                                                 | DEEN LIVE JOY-COUNTDOWN SPECIAL 〜ソロ!ソロ!!ソロ!!!〜                                                                                     | ESXL-162/3 (BD) ESBL-2549 (DVD)                                         | 48位 (BD) 103位 (DVD)          |
| 22nd | 2019年8月21日                                                  | DEEN LIVE JOY COMPLETE 〜Sun and Moon〜 | ESXL-181/2 (BD) ESBL-2574/5 (DVD)                                       | 36位 (BD) 49位 (DVD)           |
| 23rd | 2020年3月25日                                                  | DEEN PREMIUM LIVE AOR NIGHT CRUISIN' | ESXL-197/8 (BD) ESBL-2579 (DVD)                                         | 67位 (BD) 77位 (DVD)           |
| 24th | 2020年11月25日                                                 | DEEN LIVE JOY 2020 〜All your request!!〜                                                                                                  | ESXL-203/4 (BD)                                                         | 22位 (BD)                      |
| 25th | 2021年11月10日                                                 | DEEN LIVE IN CITY 2021 ～City Pop Chronicle～                                                                                              | ESXL-230/3(BD) ESBL-2608/9(DVD)                                         | 26位 (BD) 38位 (DVD)           |
| 26th | 2022年10月5日                                                  | DEEN The Live 2022 ～Hot mirror ball & Spur night～                                                                                        | ESXL-250/3(BD) ESBL-2618/9(DVD)                                         | 18位 (BD) 28位 (DVD)           |
| 27th | 2023年1月25日                                                  | The Last Journey 47 ～扉～ -tour documentary film-                                                                                         | ESXL-257/8(BD) ESBL-2627/8(DVD)                                         | 25位 (DVD)                     |
| 28th | 2023年8月23日                                                  | DEEN at BUDOKAN DX -30th Anniversary- | ESXL-284/6(BD) ESBL-2647/8(DVD)                                         | 15位 (BD) 10位 (DVD)           |

オムニバス
1. 愛と疑惑のサスペンス エンディングテーマ曲集 (M-4.FOR MY LIFE) 1994/3/26
2. 中華一番!Special TV on-air Mix & Original Soundtrack（M-18.君さえいれば(TV Mix)） 1998/8/5
3. サウンドトラック「テイルズ オブ デスティニー」 （DISC I M-1.夢であるように テイルズ オブ デスティニー Version） 2000/3/11
4. THE BEST OF DETECTIVE CONAN 〜名探偵コナン テーマ曲集〜（M-7.君がいない夏） 2000/11/29
5. PROJECT 2002 The Monsters （M-5.For You/SHU&Position M-10.Bridge~愛の言葉愛の力~/DEEN）2001年10月24日
6. Vitamins〜for your heart〜（DISC I M-7.瞳そらさないで） 2003/2/19
7. It's TV SHOW!! 〜TBS&フジテレビ主題歌&テーマ曲BEST〜(DISC I M-9.Teenage dream) 2004/10/27
8. LoveII 〜memory of melody〜（DISC I M-9.このまま君だけを奪い去りたい） 2006/2/22
9. Start!-Spring & Cheering Songs-（M-3.翼を風に乗せて 〜fly away〜） 2006/3/22
10. Winter Lovers -Xmas & Winter Song Collection-（M-7.星の雫）2006/11/8
11. sakura songs 2（M-6.桜の下で逢いましょう） 2008/3/12
12. とくダネ！ 朝のヒットスタジオ vol.1（M-5.このまま君だけを奪い去りたい）2008/12/3
13. BEST SUMMER（DISC-1 M-4.瞳そらさないで）2009/7/1
14. クライマックス 90's ファンタスティック・ソングス （DISC-1 M-4.このまま君だけを奪い去りたい）2009/8/19
15. ロマンティック・クリスマス（DISC-2 M-7.Christmas Time）2009/11/11
16. Happy Holidays! 〜CITY POPS COVERS〜（M-7.風をあつめて/DEEN feat.BEGIN）2011/12/14

featuring
1. THANKS!（宮本文昭）（M-3.Memories of the Past） 2006/4/5
2. B.B.QUEENS LEGEND 〜See you someday〜（B.B.クィーンズ）（M-2.未来のmemories/宇徳敬子×DEEN） - B.B.クィーンズメンバーの宇徳敬子とのコラボレート
3. Reboot & Collabo. （押尾コータロー） (7.Smile blue) 2013/04/24

## タイアップ一覧
| 楽曲                                | タイアップ                                                                                           |
| ----------------------------------- | --- |
| このまま君だけを奪い去りたい        | NTTドコモ 「ポケットベル」 CMソング                                                                  |
| DREAMIN'                            | 関西テレビ・フジテレビ系『ウーマンドリーム』挿入歌                                                   |
| FOR MY LIFE                         | 関西テレビ・フジテレビ系「愛と疑惑のサスペンス」エンディングテーマ                                   |
| 翼を広げて                          | 日本テレビ系Jリーグ中継番組イメージソング                                                            |
| Memories                            | テレビ朝日系『ネオドラマ』主題歌                                                                     |
| 永遠をあずけてくれ                  | NTTドコモ「ポケットベル」CMソング                                                                    |
| 瞳そらさないで                      | 大塚製薬「ポカリスエット」CMソング                                                                   |
| 思い切り 笑って                     | キヤノン「EOS」CMソング                                                                              |
| Teenage dream                       | TBS系『COUNT DOWN TV』テーマ曲 日本テレビ系『第15回全国高等学校クイズ選手権』イメージソング          |
| Run Around                          | MXTV『東京NEWS』テーマソング                                                                         |
| 未来のために                        | 日本テレビ系全国ネット『'95劇空間プロ野球』イメージソング                                            |
| LOVE FOREVER                        | TBS系『スーパーサッカー』エンディングテーマ                                                          |
| 少年                                | TBS系『少年時代』テーマ曲                                                                            |
| ひとりじゃない                      | フジテレビ系アニメ『ドラゴンボールGT』エンディングテーマ                                             |
| SUNSHINE ON SUMMER TIME             | キリン「アイスビール」CMソング 『J-ROCK ARTIST BEST 50』オープニングテーマ                           |
| 素顔で笑っていたい                  | テレビ朝日系 木曜ドラマ『小児病棟・命の季節』主題歌                                                  |
| Sha・la・la・la〜I wish〜           | J-ROCK ARTIST BEST 50オープニングテーマ                                                              |
| 果てない世界へ                      | J-ROCK ARTIST BEST 50オープニングテーマ                                                              |
| 君の心に帰りたい                    | 京成電鉄「スカイライナー」CMソング                                                                   |
| ありったけの笑顔                    | キヤノン「EOS」CMソング                                                                              |
| 君がいない夏                        | 日本テレビ系 アニメ『名探偵コナン』エンディングテーマ                                                |
| 夢であるように                      | PlayStation/PlayStation 2 『テイルズ オブ デスティニー』テーマソング                                 |
| 遠い空で                            | 日本テレコム CMソング                                                                                |
| 銀色の夢 〜All over the world〜     | 長野オリンピック 公式ボランティアサポートソング                                                      |
| 君さえいれば                        | フジテレビ系 アニメ『中華一番!』オープニングテーマ                                                   |
| 手ごたえのない愛                    | TBS系 『筋肉番付』エンディングテーマ                                                                 |
| 眠ったままの情熱                    | 静岡第一テレビ 『KICK OFF』エンディングテーマ                                                        |
| A day in my life                    | 九州電力 ラジオCMソング                                                                              |
| 遠いゝ未来へ                        | TBS系 『筋肉番付』エンディングテーマ                                                                 |
| JUST ONE                            | シャープ カラーFAX「彩遊記」 CMソング                                                                |
| Burning my soul                     | 日比谷シャンテ 夏のバザール CMソング                                                                 |
| MY LOVE                             | 東海テレビ制作・フジテレビ系 昼の連続テレビドラマ『風の行方』主題歌                                  |
| Christmas time                      | TBS系『ワンダフル』主題歌                                                                            |
| Power of Love                       | 日本テレビ系『SPORTS MAX』エンディングテーマ                                                         |
| 秋桜 〜more & more〜                | TBS系『ワンダフル』内ミニドラマ9月度 主題歌                                                          |
| 哀しみの向こう側                    | 東海テレビ制作・フジテレビ系 昼の連続テレビドラマ『幸福の明日』主題歌                                |
| 蒼い戦士たち                        | NTTドコモ四国 CMソング                                                                               |
| Birthday eve 〜誰よりも早い愛の歌〜 | TBS系『チューボーですよ!』テーマソング                                                               |
| 翼を風に乗せて 〜fly away〜         | テレビ朝日系『奇跡の扉 TVのチカラ』エンディングテーマ 中京テレビ『SPORTS STADIUM』エンディングテーマ |
| 桜の下で逢いましょう                | テレビ東京系『釣りロマンを求めて』エンディングテーマ                                                 |
| 太陽と花びら                        | 日本テレビ系『汐留スタイル!』テーマ曲                                                                |
| ユートピアは見えてるのに            | テレビ朝日系『ビートたけしのTVタックル』エンディングテーマ                                           |
| OCEAN                               | 日本テレビ系『NNNきょうの出来事』エンディングテーマ                                                  |
| STRONG SOUL                         | 東京ヴェルディ1969 創立35周年イメージソング                                                          |
| 愛の鐘が世界に響きますように…       | TBS系 『魂のワンスプーン』エンディングテーマ                                                         |
| Starting Over                       | 日本テレビ系『いただきマッスル』エンディングテーマ                                                   |
| ダイヤモンド                        | 千葉ロッテマリーンズ 公式イメージソング                                                              |
| 虹の彼方へ                          | 常口アトム CMソング                                                                                  |
| 夢の蕾                              | テレビ朝日系『ビートたけしのTVタックル』エンディングテーマ                                           |
| Smile Blue                          | 日本テレビ系『NNN Newsリアルタイム』エンタメSPORTSテーマ曲                                           |
| Sunrise Sunset                      | クレールベイサイド CMソング                                                                          |
| I Promise You                       | 映画『SS エスエス』主題曲                                                                            |
| ANOTHER LIFE                        | 韓国公開版 映画『猟奇的な彼女』挿入歌。                                                              |
| 永遠の明日                          | ニンテンドーDS『テイルズ オブ ハーツ』テーマソング                                                   |
| 行こうよ!                           | チャレンジスポーツマリンスタジオ 10周年記念キャンペーンCMソング                                      |
| Celebrate                           | TBS系『女神サーチ』4・5月度エンディングテーマ                                                        |
| 自転車レース                        | 鹿児島銀行 企業イメージテレビCMソング                                                                |
| Brand New Wing                      | 日本テレビ系『ハッピーMusic』4月度POWER PLAY                                                         |
| 言葉で伝えたくて                    | NTT東日本 電報CMソング                                                                               |
| もう泣かないで                      | テレビ朝日系木曜ミステリー『科捜研の女』主題歌                                                       |
| Future                              | パチスロ 『テイルズ オブ デスティニー』挿入歌                                                        |
| So Much In Love                     | tvk「クルマでいこう! ENGINE FOR THE LIFE」 4月度エンディングテーマ                                   |
| Reality                             | tvk『クルマでいこう! ENGINE FOR THE LIFE』 5月度エンディングテーマ                                   |
| Crossroad                           | 日本テレビ系『ぶらり途中下車の旅』エンディングテーマ(2015年4月-6月)                                  |
| スマイリン                          | 日本テレビ系『ぶらり途中下車の旅』エンディングテーマ(2015年7月-9月)                                  |
| ミライからの光                      | 『テイルズ オブ ザ レイズ フェアリーズ レクイエム』テーマソング                                      |
| 間違いない世界                      | 『アナザーエデン』×『テイルズ オブ』シリーズコラボ テーマソング                                      |

## コンサート: LIVE JOY
DEENのツアータイトルは、『LIVE JOY』と銘打っている。元々ビーイング所属のアーティストのツアータイトルには、必ず「LIVE ○○」とつける習慣があり、ビーイング離脱後も継続してツアータイトルが付けられている。2000年代後半以降はAORやアコースティックをテーマにしたライブを行うことが多い。
| 日程                            | ツアータイトル                                                                                          | 会場 | 備考 |
| ------------------------------- | --- | --- | --- |
| 1996年8月23日                   | LIVE 川崎クラブチッタ                                                                                   | 全1会場・1公演 CLUB CITTA' 川崎（神奈川） | 初のライブ、DEEN LIVE JOY-Break1 〜I wish〜の直前に行われた、ファンクラブ会員限定のライブ                                                                                |
| 1996年9月19日 〜1996年10月5日   | DEEN LIVE JOY-Break 1 〜I wish〜                                                                        | 全5会場・5公演 札幌ファクトリーホール（北海道）、福岡クロッシングホール（福岡）、大阪IMPホール（大阪）、名古屋クラブダイアモンド（愛知）、赤坂BLITZ（東京） | DEEN初のツアー、ファンとの近い距離感の中で表現したい、というメンバーの意図に基づいて、クラブハウスツアーとなった                                                         |
| 1996年10月27日 〜1996年11月5日  | DEEN LIVE JOY-Break 1 〜I wish〜GAKUENSAI '96                                                           | 全5会場・5公演 鹿屋市文化会館（鹿児島）、鹿児島女子短期大学〈鹿児島市民文化ホール〉（鹿児島）、仁愛女子短期大学〈フェニックス・プラザ〉（福井）、東北大学・川内記念講堂（宮城）、湯沢文化会館（秋田） | 学園祭ホール・ライブ |
| 1998年5月8日 〜1998年6月22日    | DEEN LIVE JOY-Break2 〜All over the world〜                                                             | 全17会場・18公演 戸田市文化会館（埼玉）、札幌市民会館（北海道）、宮城県民会館（宮城）、静岡市民文化会館中ホール（静岡）、三重県文化会館中ホール（三重）、京都会館第2ホール（京都）、神戸国際会館ハーバーランド（兵庫）、鹿児島市民文化ホール（第2）（鹿児島）、福岡メルパルクホール（福岡）、熊本県立劇場演劇ホール（熊本）、広島アステールプラザ大ホール（広島）、龍野市総合文化会館（兵庫）、金沢市文化ホール（石川）、新潟フェイズ（新潟）、長野県県民文化会館中ホール（長野）、山梨県立県民文化ホール（山梨）、渋谷公会堂（東京） | |
| 1999年2月20日 〜1999年4月2日    | DEEN LIVE JOY-Break3 〜The 15 DAYs〜                                                                    | 全9会場・14公演 伊勢原市民文化会館（神奈川）、名古屋市民会館 大ホール（愛知）、広島郵便貯金ホール（広島）、福岡市民会館（福岡）、鹿児島市民文化ホール（第1）（鹿児島）、宮城県民会館、札幌市民会館（北海道）、渋谷公会堂（東京）、大阪厚生年金会館 大ホール（大阪） | |
| 1999年4月5日                    | DEEN LIVE JOY-Break3 〜The 15 DAYs〜のタイトルの秘密                                                    | 全1会場・1公演 CLUB CITTA' 川崎（神奈川） | |
| 1999年9月18日 〜1999年11月26日  | DEEN LIVE JOY-Break4 〜soul inspiration〜                                                               | 全32会場・33公演 綾瀬市文化会館（神奈川）、府中の森芸術劇場（東京）、栃木県総合文化センター（栃木）、市川市文化会館（千葉）、大宮ソニックシティ（埼玉）、神奈川県民ホール（神奈川）、鹿児島市民文化ホール（第2）（鹿児島）（2公演）、大分グランシアタ（大分）、熊本県立劇場演劇ホール（熊本）、宮崎県立芸術劇場演劇ホール（宮崎）、出水市文化会館（鹿児島）、福岡市民会館（福岡）、倉敷市芸文館（岡山）、広島アステールプラザ大ホール（広島）、高松市民会館（香川）、ひこね市文化プラザ（滋賀）、神戸国際会館こくさいホール（兵庫）、新潟市民芸術文化会館・劇場（新潟）、金沢市文化ホール（石川）、豊橋勤労福祉会館（愛知）、泉の森ホール（大阪）、吉川パストラルホール（兵庫）、大阪厚生年金会館大ホール（大阪）、三重県文化会館中ホール（三重）、名古屋市民会館大ホール（愛知）、函館市民会館（北海道）、札幌市民会館（北海道）、宮城県民会館（宮城）、秋田県民会館、長良川国際会議場（岐阜）、静岡市民文化会館大ホール（静岡）、長野県県民文化会館中ホール（長野） | |
| 1999年12月11日                  | DEEN LIVE JOY-Break4 〜soul inspiration "1999 Special"〜                                                | 全1会場・1公演 横浜アリーナ（神奈川） | |
| 2000年7月8日 〜2000年9月25日    | DEEN LIVE JOY-Break5 〜'need love〜                                                                     | 全33会場・33公演 ハーモニーホール座間（神奈川）、府中の森芸術劇場 どりーむホール（東京）、市川市文化会館（千葉）、大宮ソニックシティ（埼玉）、栃木県総合文化センター（栃木）、豊橋勤労福祉会館（愛知）、三重県文化会館中ホール（三重）、長良川国際会議場（岐阜）、武生市文化センター（福井）、倉敷市芸文館（岡山）、島根県民会館（島根）、和歌山市民会館（和歌山）、神戸国際会館こくさいホール（兵庫）、宮崎県立芸術劇場 演劇ホール（宮崎）、八代市厚生会館（熊本）、長崎市公会堂（長崎）、大分文化会館（北海道）、伊集院文化会館（鹿児島）、鹿屋文化会館（鹿児島）、盛岡市文化ホール（岩手）、秋田県民会館（秋田）、八戸市公会堂（青森）、長野県県民文化会館大ホール（長野）、韮崎市文化会館（山梨）、静岡市民文化会館大ホール（静岡）、守山市民ホール（滋賀）、松山市民会館（愛媛）、高松市民会館（香川）、金沢市観光会館（石川）、新湊市中央文化会館（富山）、新潟市民芸術文化会館・劇場（新潟）、釧路市民文化会館（北海道）、函館市民会館（北海道） | |
| 2000年10月6日 〜2000年10月31日  | DEEN LIVE JOY-Break5 〜'need love〜追加公演                                                             | 全9会場・12公演 九州厚生年金会館（福岡）、広島郵便貯金ホール（広島）、熊本県立劇場演劇ホール（熊本）、鹿児島市民文化ホール（第1）（鹿児島）、渋谷公会堂（東京）、仙台サンプラザ（宮城）、札幌市民会館（北海道）、フェスティバルホール（大阪）、名古屋センチュリーホール（愛知） | |
| 2000年12月31日                  | DEEN LIVE JOY-Break5 〜Fly to the Wonder land〜                                                         | 全1会場・1公演 スペースワールド内 ビッグバンプラザ（福岡） | 年越しカウントダウンライブ |
| 2002年5月24日 〜2002年6月7日    | DEEN Classics Unplugged Live 1st String 〜和音〜                                                        | 全6会場・7公演 ハーモニーホール座間（神奈川）、大阪厚生年金会館 大ホール（大阪）、メルパルクホール福岡（福岡）、名古屋市民会館 大ホール（愛知）、昭和女子大学人見記念講堂（東京）、東京国際フォーラム ホールC（東京） | |
| 2002年11月20日 〜2002年12月29日 | DEEN LIVE JOY-Break6 〜Birthday eve〜                                                                   | 全15会場・16公演 NHKホール（東京）、白井市文化会館（千葉）、フェスティバルホール（大阪）、神戸国際会館こくさいホール（兵庫）、名古屋市民会館 大ホール（愛知）、長野県県民文化会館 中ホール（長野）、新潟市民芸術文化会館・劇場（新潟）、Zepp Sapporo（北海道）、倉敷市芸文館（岡山）、広島アステールプラザ 大ホール（広島）、鹿児島市民文化ホール（第2）（鹿児島）、メルパルクホール福岡（福岡）、仙台市民会館大ホール（宮城）、渋谷公会堂（東京） | |
| 2003年4月19日 〜2003年5月5日    | DEEN LIVE JOY-Break7 〜10th Carnival〜                                                                  | 全7会場・8公演 三郷市文化会館 大ホール（埼玉）、メルパルクホール福岡（福岡）、愛知県芸術劇場 大ホール（愛知）、ウェルシティ大阪厚生年金会館 大ホール（大阪）、中野サンプラザ（東京）、仙台市民会館 大ホール（宮城）、神奈川県立県民ホール 大ホール（神奈川） | |
| 2003年11月15日 〜2003年12月28日 | DEEN LIVE JOY-Break 8 〜Lookin'for Utopia〜                                                             | 全14会場・15公演 日野市民会館（東京）、長野県県民文化会館 中ホール（長野）、Zepp Sapporo（北海道）、愛知県勤労会館（愛知）、静岡市民文化会館 中ホール（静岡）、鹿児島県文化センター（鹿児島）、メルパルクホール福岡（福岡）、広島アステールプラザ 大ホール（広島）、倉敷市芸文館（岡山）、ウェルシティ大阪厚生年金会館 大ホール（大阪）、亀山市文化会館 大ホール（三重）、仙台市民会館 大ホール（宮城）、グリーンホール相模大野（神奈川）、中野サンプラザ（東京） | 開演前にDEENが出演する映画「君のままで」が上映された。アルバムUTOPIAの楽曲を中心としたツアー                                                                             |
| 2004年9月25日 〜2004年11月14日  | DEEN LIVE JOY-Break9 〜ROAD CRUISIN〜'                                                                  | 全13会場・14公演 市原市市民会館（千葉）、広島アステールプラザ 大ホール（広島）、ウェルシティ大阪厚生年金会館 大ホール（大阪）、調布グリーンホール（東京）、鹿児島県文化センター（鹿児島）、メルパルクホール福岡（福岡）、仙台市民会館 大ホール（宮城）、Zepp Sapporo（北海道）、金沢市文化ホール（石川）、長野県県民文化会館 中ホール（長野）、戸田市文化会館（埼玉）、愛知県勤労会館（愛知）、中野サンプラザ（東京） | |
| 2004年12月31日                  | DEEN COUNTDOWN LIVE2004 ⇒ 2005 〜NIGHT CRUISIN'〜                                                       | 全1会場・1公演 東京厚生年金会館（東京） | 年越しカウントダウンライブ |
| 2006年1月14日 〜2006年2月2日    | DEEN LIVE JOY-Break10 〜Best of DEEN キセキ〜                                                           | 全7会場・8公演 三郷市文化会館（埼玉）、メルパルクホール福岡（福岡）、梅田芸術劇場（大阪）、愛知厚生年金会館（愛知）、鹿児島市民文化ホール（第2）（鹿児島）、仙台市民会館（宮城）、東京厚生年金会館（東京） | |
| 2006年12月9日 〜2007年1月28日   | DEEN LIVE JOY-Break11 〜Diamonds〜                                                                      | 全18会場・19公演 厚木市文化会館（神奈川）、郡山市民文化センター 中ホール（福島）、電力ホール（宮城）、長野県県民文化会館 中ホール（長野）、韮崎文化ホール（山梨）、アミューたちかわ（東京）、静岡市民文化会館 中ホール（静岡）、浦安市文化会館（千葉）、愛知厚生年金会館（愛知）、ウェルシティ大阪厚生年金会館 大ホール（大阪）、サンポートホール高松 大ホール（香川）、須崎市立市民文化会館（高知）、倉敷市芸文館（岡山）、広島アステールプラザ 大ホール（広島）、メルパルクホール福岡（福岡）、鹿児島市民文化ホール（第2）（鹿児島）、Zepp Sapporo（北海道）、東京厚生年金会館（東京） | アルバムDiamondsの楽曲を中心としたツアー |
| 2006年12月31日                  | DEEN LIVE JOY-COUNTDOWN REQUEST SPECIAL 〜007 大阪より愛をこめて〜                                      | 全1会場・1公演 グランキューブ大阪（大阪） | LIVE JOY-Break11 〜Diamonds〜の期間中に行われた、年越しカウントダウンライブ タイトルは映画「007 ロシアより愛をこめて」のパロディ                                         |
|                                 | DEEN UNPLUGGED TOUR 2007 〜47都道府県でLIVE,TALK & HighTouch!〜                                         | 全48会場・48公演 ハートピア春江 小ホール（福井）、クロスランドおやべ セレナホール（富山）、金沢21世紀美術館 シアター21（石川）、クリエート浜松（静岡）、岐阜 ACTIVE G TAKUMIミュージアム（岐阜）、山形テルサ・アプローズ（山形）、盛岡 おでってホール（岩手）、青森 ラビナホール（青森）、北一硝子 北一ホール（北海道/小樽）、ペニーレーン24（北海道/札幌）、秋田ジョイナス（秋田）、仙台市シルバーセンター（宮城）、郡山Hip Shot Japan（福島）、Live Music &Dining 「Club Gioia Mia」（新潟）、三重県総合文化センター小ホール（三重）、名古屋 東別院 対面所（愛知）、善光寺 大勧進「紫雲閣」（長野）、桜座（山梨）、ラ・フォレスタ・ディ・マニフィカ（茨城）、横浜赤レンガ倉庫 1号館（神奈川）、彩の国さいたま芸術劇場 小ホール（埼玉）、新町文化ホール（群馬）、キリスト品川教会 グローリア・チャペル（東京）、グリムの館（栃木）、千葉県文化会館 小ホール（千葉）、和歌山県民文化会館 小ホール（和歌山）、ザ・フェニックスホール（大阪）、びわ湖ホール 小ホール（滋賀）、学園前ホール（奈良）、磔磔（京都）、WYNTERLAND（兵庫）、ゲバントホール（広島）、岡山県立美術館ホール（岡山）、オデオン座（徳島）、高松DIME（香川）、高知ラヴィータホール（高知）、松山キティホール（愛媛）、松江ユーラス（島根）、米子ベリエ（鳥取）、周南TIKI-TA（山口）、住吉能楽殿（福岡）、CANTALOOPII（大分）、旧香港上海銀行長崎支店記念館 多目的ホール（長崎）、佐賀市歴史民俗館旧古賀銀行内浪漫座（佐賀）、BATTLE STAGE（熊本）、WEATHER KING（宮崎）、ベイサイド迎賓館（鹿児島）、桜坂セントラル（沖縄） | 15周年記念ライブでは、ファンに全国から東京に集まってもらう事になってしまうので、その前にDEENが全国のファンの下へ出向く事をコンセプトとした、初の全47都道府県を巡るツアー |
| 2008年1月12日 〜2008年2月11日   | DEEN LIVE JOY-Break12 〜Road to 武道館〜                                                                | 全6会場・9公演 Zepp Sapporo（北海道）、Zepp Sendai（宮城）、Zepp Osaka（大阪）、Zepp Fukuoka（福岡）、Zepp Nagoya（愛知）、Zepp Tokyo（東京） | 全国のZeppで行われた、DEEN初のクラブサーキットツアー |
| 2008年6月8日                    | DEEN 15th Anniversary Live in 武道館 〜15年分のありがとう〜                                             | 全1会場・1公演 日本武道館（東京） | デビュー15周年を記念し、日本武道館で行われた、一夜限りのプレミアムライブ。初の日本武道館公演                                                                             |
| 2008年11月15日 〜2008年12月31日 | 15th Anniversary Tour DEEN LIVE JOY-Break13 〜NEXT STAGE〜                                              | 全12会場・15公演 三郷市文化会館（埼玉）、梅田芸術劇場（大阪）、JCBホール（東京）、神戸文化ホール 中ホール（兵庫）、倉敷市芸文館（岡山）、Zepp Fukuoka（福岡）、鹿児島市民文化ホール 第2ホール（鹿児島）、浦安市文化会館（千葉）、電力ホール（宮城）、前橋市民文化会館（群馬）、名古屋市公会堂（愛知）、Zepp Tokyo（東京） | 最終日12月31日は、カウントダウンライブ。 |
| 2009年5月9日                    | DEEN LIVE JOY Special 日本武道館 2009                                                                   | 全1会場・1公演 日本武道館（東京） | 昨年に続き2度目の武道館公演。翌日が母の日ということもあり、来場者全員にカーネーションが配られた                                                                          |
| 2009年7月18日 2009年7月31日     | DEEN Unplugged Summer Resort Live'09〜Karuizawa&Zushi〜                                                 | 全2会場・2公演 軽井沢大賀ホール（長野、7/18）、音霊 SEA STUDIO（神奈川、7/31） | 夏のリゾート地でのアンプラグドライブ。 |
| 2009年12月5日 〜2010年1月31日   | DEEN LIVE JOY-Break14 〜Negai〜                                                                         | 全11会場・12公演 三郷市文化会館（埼玉）、名古屋市公会堂（愛知）、武蔵村山市民会館 大ホール（東京）、Zepp Fukuoka（福岡）、鹿屋市民文化会館（鹿児島）、鹿児島市民文化ホール 第2ホール（鹿児島）、Zepp Tokyo（東京）、Zepp Sendai（宮城）、高崎市文化会館（群馬）、梅田芸術劇場（大阪）、東京厚生年金会館（東京）、東京厚生年金会館（東京） | Zepp Tokyoはカウントダウンライブ。なお、福岡公演にてライブ通算300回を達成。                                                                                              |
| 2010年5月8日                    | DEEN LIVE JOY Special 日本武道館 2010                                                                   | 全1会場・1公演 日本武道館（東京） | DEEN 3度目の武道館公演。 |
| 2010年8月6日 〜2010年9月12日    | DEEN Unplugged Summer Resort Live '10                                                                   | 全5会場・7公演 大さん橋ホール（神奈川）、音霊 SEA STUDIO（神奈川）、神戸新聞 松方ホール（兵庫）、神戸新聞 松方ホール（兵庫）、軽井沢大賀ホール（長野）、軽井沢大賀ホール（長野）、浦添市てだこホール（沖縄） | 2009年に続いて行われたサマーリゾートライブ。沖縄は追加公演。 |
| 2010年11月27日 〜2011年1月23日  | DEEN LIVE JOY-Break15 〜History〜                                                                       | 全10会場・13公演 厚木市文化会館（神奈川）、松戸・森のホール21（千葉）、館林市文化会館（群馬）、電力ホール（宮城）、名古屋市公会堂（愛知）、名古屋市公会堂（愛知）、ZEPP Tokyo（東京）、福岡国際会議場（福岡）、霧島市民会館（鹿児島）、NHK大阪ホール（大阪）、NHK大阪ホール（大阪）、中野サンプラザ（東京）、中野サンプラザ（東京） | Zepp Tokyoはカウントダウンライブ。 |
| 2011年5月7日                    | DEEN LIVE JOY Special 日本武道館 2011                                                                   | 全1会場・1公演 日本武道館（東京） | DEEN 4度目の武道館公演。 |
| 2011年9月4日 〜2010年9月24日    | DEEN Unplugged Summer Resort Live '11                                                                   | 全4会場・6公演 9/4 大さん橋ホール（神奈川）、9/9 浦添市てだこホール（沖縄）、9/17・18 神戸新聞松方ホール（兵庫）、9/23・24 軽井沢大賀ホール（長野） | 3年連続として、3回目のサマーリゾートライブ。☆2011/9/17神戸新聞松方ホールはDEEN 333公演。                                                                                 |
| 2011年12月31日 〜2012年1月28日  | DEEN LIVE JOY-Break16 〜Graduation Party〜                                                              | 全6会場・7公演 12/31 Zepp TOKYO（東京）、1/7 Zepp SAPPORO（北海道）、1/9 Zepp SENDAI（宮城）、1/14 Zepp NAGOYA（愛知）、1/15 Zepp OSAKA（大阪）、1/22 Zepp FUKUOKA（福岡）、1/28 Zepp TOKYO（東京） | 初日はカウントダウンライブ。 |
| 2012年6月15日 〜2012年9月30日   | DEEN PLUGLESS TOUR 2012 〜Triangle 絆 47〜                                                              | 全48会場・49公演 日本橋三井ホール（東京）、那須野が原ハーモニーホール 小ホール（栃木）、大和川酒造北方風土館（福島）、山形県郷土館文翔館（山形）、秋田ジョイナス（秋田）、ねぶたの家ワ・ラッセイベントホール（青森）、イベントホールクレモナ（函館）、ジャスマックプラザザナドゥ（札幌）、おでってホール（岩手）、仙台市戦災復興記念館（宮城）、常陽藝文センター（茨城）、群馬会館（群馬）、富山市民プラザアンサンブルホール（富山）、石川県立音楽堂交流ホール（石川）、福井まちなか文化施設響のホール（福井）、村国座（岐阜）、片倉館会館棟2階大広間（長野）、アオーレ長岡 市民交流ホールA（新潟）、プラザノース（埼玉）、河口湖オルゴールの森（山梨）、トップセンタービル・イベントホール（静岡）、三重県総合文化センター多目的ホール（三重）、セントレアホール（愛知）、ラフォーレ琵琶湖プラネタリウム（滋賀）、元・立誠小学校（京都）、西大寺興正殿（奈良）、県民交流プラザ・和歌山ビッグ愛（和歌山）、大阪市中央公会堂中集会室（大阪）、神戸ファッション美術館オルビスホール（兵庫）、横浜にぎわい座（神奈川）、千葉市美浜文化ホール（千葉）、広島ゲバントホール（広島）、さん太ホール（岡山）、米子コンベンションセンター小ホール（鳥取）、松江イングリッシュガーデン多目的ホール（島根）、ニューメディアプラザ山口多目的シアター（山口）、玉藻公園披雲閣（香川）、オデオン座（徳島）、弁天座（高知）、内子座（愛媛）、別府温泉HOTELかくすい苑大宴会場（大分）、長崎県美術館エントランスロビー（長崎）、福岡スカラエスパシオ（福岡）、Restaurant&Cafe浪漫座（佐賀）、高瀬蔵（熊本）、宮崎科学技術館（宮崎）、奄美の里（鹿児島）、桜坂劇場（沖縄）、日本橋三井ホール（東京）                      | ファイナルはDEEN 400公演。 |
| 2012年12月31日 〜2012年2月11日  | DEEN LIVE JOY-Break17 〜Road to 武道館〜                                                                | 全5会場・9公演 12/31 ZEPP TOKYO（東京）、1/5 電力ホール（仙台）、1/13・1/14 Zepp Nagoya（名古屋）、1/19・1/20 Zepp Namba Osaka（大阪）、1/26 Zepp Fukuoka（福岡）、2/10・2/11 ZEPP TOKYO（東京） | 初日はカウントダウンライブ。 |
| 2013年10月12日 〜2013年10月13日 | DEEN 20th Anniversary Live in 日本武道館 〜DEENAGE MEMORY〜                                             | 全1会場・2公演 日本武道館（東京） | DEEN20周年記念の2Days武道館公演。 |
| 2013年12月31日 〜2014年3月9日   | DEEN LIVE JOY-Break18 〜CIRCLE 20→21〜                                                                  | 全8会場・11公演 12/31 Zepp Tokyo（東京）、1/11・12 Zepp Namba Osaka（大阪）、1/18・19 Zepp Nagoya（名古屋）、1/26 Zepp Fukuoka（福岡）、2/7 三郷市文化会館 大ホール（埼玉）、2/15 横須賀芸術劇場（神奈川）、2/16 たましんRISURUホール 大ホール（東京）、3/8・9 中野サンプラザ（東京） | 初日はカウントダウンライブ。 |
| 2014年7月5日 〜2014年8月1日     | DEEN Summer Resort Live 〜4th wave〜                                                                    | 全3会場・6公演 7/5・6 軽井沢大賀ホール（長野）、7/18・19 神戸新聞松方ホール（兵庫）、7/31・8/1 大さん橋ホール（神奈川） | 約3年振り、4回目のサマーリゾートライブ。 |
| 2014年10月12日                  | DEEN LIVE JOY Special 日本武道館 2014                                                                   | 全1会場・1公演 日本武道館（東京） | DEEN 7度目の武道館公演。 |
| 2014年12月31日                  | DEEN LIVE JOY -COUNTDOWN SPECIAL 〜マニアックナイトW('O')W〜                                            | 全1会場・1公演 Zepp Tokyo（東京） | 一夜限りのカウントダウンライブ。セットリストをファン投票で募集。 |
| 2015年8月28日 〜2015年9月20日   | DEEN LIVE JOY-break19 ～全開恋心‼～                                                                     | 全4会場・7公演 8/28・29 Zeep Tokyo（東京）、9/4・5 Zepp Nagoya（愛知）、9/11・12 Zepp Namba Osaka（大阪）、9/20 Zepp Fukuoka（福岡） | |
| 2015年10月11日                  | DEEN LIVE JOY Special 日本武道館2015                                                                    | 全1会場・1公演 日本武道館（東京） | |
| 2015年12月31日                  | DEEN LIVE JOY COWNTDOWN SPECIAL ～マニアックナイトW('O')W～ Vol.2～                                     | 全1会場・1公演 Zepp Tokyo（東京） | |
| 2016年2月27日 〜2016年3月23日   | DEEN AOR NIGHTCRUISIN'~3rd GROOVE~                                                                      | 全3会場・6公演 2/27・28 名古屋ブルーノート（愛知）、3/4・5 ビルボードライブ東京（東京）、3/22・23 ビルボードライブ大阪（大阪） | |
| 2016年6月11日 〜2016年7月9日    | DEEN Summer Resort Live ～5th wave～                                                                    | 全6会場・9公演 6/11・12 大さん橋ホール（神奈川）、6/16 Zepp Sapporo（北海道）、6/18 マナポット幣舞（釧路市生涯学習センター）（北海道）、6/25・26 軽井沢大賀ホール（長野）、7/1・2 神戸新聞 松方ホール（兵庫）、7/9 七ヶ浜国際村ホール（宮城） | |
| 2016年11月23日                  | DEEN LIVE JOY SPECIAL 日本武道館2016                                                                    | 全1会場・1公演 日本武道館（東京） | ゲストにキャイーンが出演。バラード曲を中心に演奏 |
| 2016年12月31日                  | DEEN LIVE JOY -COUNTDOWN SPECIAL ～マニアックナイトW('O')W Vol.3～                                      | 全1会場・1公演 Zepp Tokyo（東京） | |
| 2017年2月24日 〜2017年3月11日   | DEEN LIVE JOY-break 20 ～Sun & Moon～                                                                   | 全3会場・6会場 2/24・25 Zepp Tokyo（東京）、3/3・4 Zepp Nagoya（愛知）、3/10・11 Zepp Osaka Bayside（大阪） | Sunでは代表曲を、Moonではマニアックな曲を演奏された。 |
| 2017年5月26日 〜2017年9月23日   | DEEN 47都道府県ツアー2017～Triangle 絆 Lap3～                                                           | 全50会場・50公演 日本橋三井ホール（東京）、りゅーとぴあ能楽堂（新潟）、酒田 港座（山形）、日立システムズホール仙台 交流ホール（宮城）、道の駅日光 日光街道ニコニコ本陣ホール（栃木）、少林山達磨寺 講堂（群馬）、日立シビックセンター 天球劇場（茨城）、創空間 富や蔵（福島）、北上市文化交流センター さくらホール 小ホール（岩手）、秋田市にぎわい交流館AU 多目的ホール（秋田）、弘前市民文化交流館（青森）、金森ホール（北海道）、ジャスマックプラザ ザナドゥ（北海道）、北海道立釧路芸術館 アートホール（北海道）、成田スカイタウンホール（千葉）、EX THEATER ROPPONGI（東京）、あがたの森文化会館 講堂ホール（長野）、名古屋能楽堂（愛知）、なら100年会館 中ホール（奈良）、大阪能楽会館（大阪）、きのくに志學館 メディア・アート・ホール（和歌山）、豊郷小学校旧校舎群（滋賀）、可児市文化創造センター・小劇場（岐阜）、アストプラザ アストホール（三重）、静岡市清水文化会館マリナート・小ホール（静岡）、ぶどうの丘イベントホール（山梨）、大宮ソニックシティ 小ホール（埼玉）、横浜にぎわい座（神奈川）、北日本新聞ホール（富山）、金沢21世紀美術館 シアター21（石川）、ハピリンホール（福井）、金剛能楽堂（京都）、永楽館（兵庫）、倉吉未来中心 小ホール（鳥取）、ビッグハート出雲・白のホール（島根）、松山市民会館 小ホール（愛媛）、オデオン座（徳島）、桜座（高知）、玉藻公園 披雲閣（香川）、ルネスホール（岡山）、BLUELIVE広島（広島）、山口県政資料館 夢交流ホール（山口）、アルカスSASEBO イベントホール（長崎）、大濠公園能楽堂（福岡）、平和市民公園能楽堂（大分）、唐津ふるさと会館アルピ（佐賀）、早川倉庫（熊本）、宮崎科学技術館（宮崎）、奄美の里（鹿児島）、CAVE CAFE（沖縄） | 今回で3度目となる47都道府県ツアーでは、代表曲を中心に演奏された。 |
| 2017年12月31日                  | DEEN LIVE JOY-COUNTDOWN SPECIAL～ソロ!ソロ!!ソロ!!!～                                                   | 全1会場・1公演 Zepp Tokyo（東京） | ゲストに元GARNET CROWの古井弘人が出演 |
| 2018年3月10日                   | 25th Anniversary DEEN LIVE JOY SPECIAL 日本武道館2018                                                   | 全1会場・1公演 日本武道館（東京） | 今回の武道館公演を以てギターの田川伸治が脱退 DEENは二人体制に |
| 2018年6月2日 〜2018年6月10日    | NEEDay Special 2018 〜Live & Talk〜                                                                     | 全3会場・5公演 6/2 日本橋三井ホール（東京）（1日2公演）、6/9 YES THEATER（大阪）（1日2公演）、6/10 セントレアホール （愛知） | 二人体制後初めてのライブとなった。 |
| 2018年7月25日 〜2018年8月5日    | DEEN Summer Resort Live 〜6th wave〜                                                                    | 全3会場・4公演 7/22 軽井沢大賀ホール（長野）、7/28 ヨコスカ・ベイサイド・ポケット（神奈川）（1日2公演）、8/5 新神戸オリエンタル劇場（兵庫） | ヨコスカ・ベイサイド・ポケットではゲストに小山翔吾が出演 |
| 2018年12月31日 〜2019年1月13日  | DEEN LIVE JOY-Break21 〜Best Songs 25years〜                                                            | 全4会場・4公演 12/31 Zepp Tokyo（東京）、1/5 Zepp Osaka Bayside（大阪）、1/6 Zepp Nagoya（愛知）、1/13 Zepp Fukuoka（福岡） | 武道館のコンセプトを今ツアーでも再現されDEENを代表する楽曲を中心に演奏された。                                                                                           |
| 2019年6月8日                    | 第32回川越いもの子作業所チャリティコンサート                                                            | 全1会場・1公演 6/8 ウェスタ川越 大ホール（埼玉） | DEEN初となるチャリティコンサート |
| 2019年6月15日                   | テイルズ オブ フェスティバル 2019                                                                       | 全1会場・1公演 6/15 横浜アリーナ（神奈川） | 3度目となるテイルズフェスにゲスト出演 |
| 2019年7月26日 〜2019年8月10日   | DEEN AOR NIGHT CRUISIN' ～4th Groove～                                                                  | 全3会場・12公演（1日2公演） 7/26・27 ビルボードライブ東京、8/2・3 ビルボードライブ大阪、8/9・10 名古屋ブルーノート | |
| 2019年11月10日 〜2019年12月1日  | DEEN NEWJOURNEY TOUR “duo+” ～Ballads in Love～                                                         | 全9会場・10公演 11/10 釜石PIT（岩手）、11/12 秋田拠点センターアルヴェ（秋田）、11/13 仙台市戦災復興記念館（宮城）、11/15 山形県郷土館 文翔館（山形）、11/16 イーグルスドーム（宮城）、11/18 青森BLACKBOX（青森）、11/20 盛岡市民文化ホール（岩手）、11/22 いわき芸術文化交流館アリオス（福島）、12/1 室町三井ホール（東京）（1日2公演） | ボーカル、ピアノ＋ストリングスの編成で行われた。東京は追加公演。 |
| 2020年1月29日 〜2020年2月24日   | DEEN LIVE JOY-Break22 〜All Your Request〜                                                              | 全5会場・6公演 1/29・30 Zepp Tokyo（東京）、2/11 仙台PIT（宮城）、2/21 Zepp Nagoya（愛知）、2/22 Zepp Namba Osaka（大阪）、2/24 Zepp Fukuoka（福岡） | セットリストをファン投票で募集。 |
| 2020年9月4日 〜2020年9月27日    | DEEN Summer Resort Live 〜7th wave〜                                                                    | 全3会場・6公演 9/4・5 神戸新聞松方ホール（兵庫）、9/15・16 大さん橋ホール（神奈川）、9/26・27 軽井沢大賀ホール（長野） | |
| 2021年4月22日 〜2021年7月3日    | DEEN LIVE JOY-Break23 〜POP IN CITY〜                                                                   | 全5会場・6公演 4/22・23 Zepp DiverCity TOKYO（東京）、5/5 Zepp Fukuoka（福岡）、5/8 仙台PIT（宮城）、5/15 Zepp Nagoya（愛知）、7/3 Zepp Namba Osaka（大阪） | 5/16 Zepp Osaka Bayside公演が延期となり7/3に振替 |
| 2021年8月5日 〜2021年9月20日    | DEEN AOR NIGHT CRUISIN’ ～5th Groove～                                                                  | 全3会場・10公演（1日2公演） 8/5・6 ビルボードライブ東京（東京）、8/15・16 ビルボードライブ大阪（大阪）、9/20 ビルボードライブ横浜（神奈川） | 8/20 ビルボードライブ横浜公演が延期となり9/20に振替 |
| 2022年1月9・10日                | DEEN Premium Winter Live 2022 〜シュプール〜                                                            | 全1会場・3公演 1/9・10 軽井沢大賀ホール（長野）（10日は1日2公演） | |
| 2022年4月30日 〜2022年5月13日   | 東名古屋画像診断クリニック presents DEEN LIVE JOY-Break24 〜mirror ball〜                               | 全5会場・6公演 4/30 Zepp Namba（大阪）、5/1 Zepp Nagoya（愛知）、5/3 Zepp Fukuoka（福岡）、5/7 仙台PIT（宮城）、5/12・13 Zepp DiverCity（東京） | |
| 2022年7月3日 〜2022年10月8日    | もっとオイルをクリエイティブに。M.O.C presents「DEEN 47都道府県ツアー2022 ～The Last Journey 47の扉～」 | 全50公演 | 4度目にして最後となる47都道府県ツアー |
|                                 | | | |